# Компакт-кассета

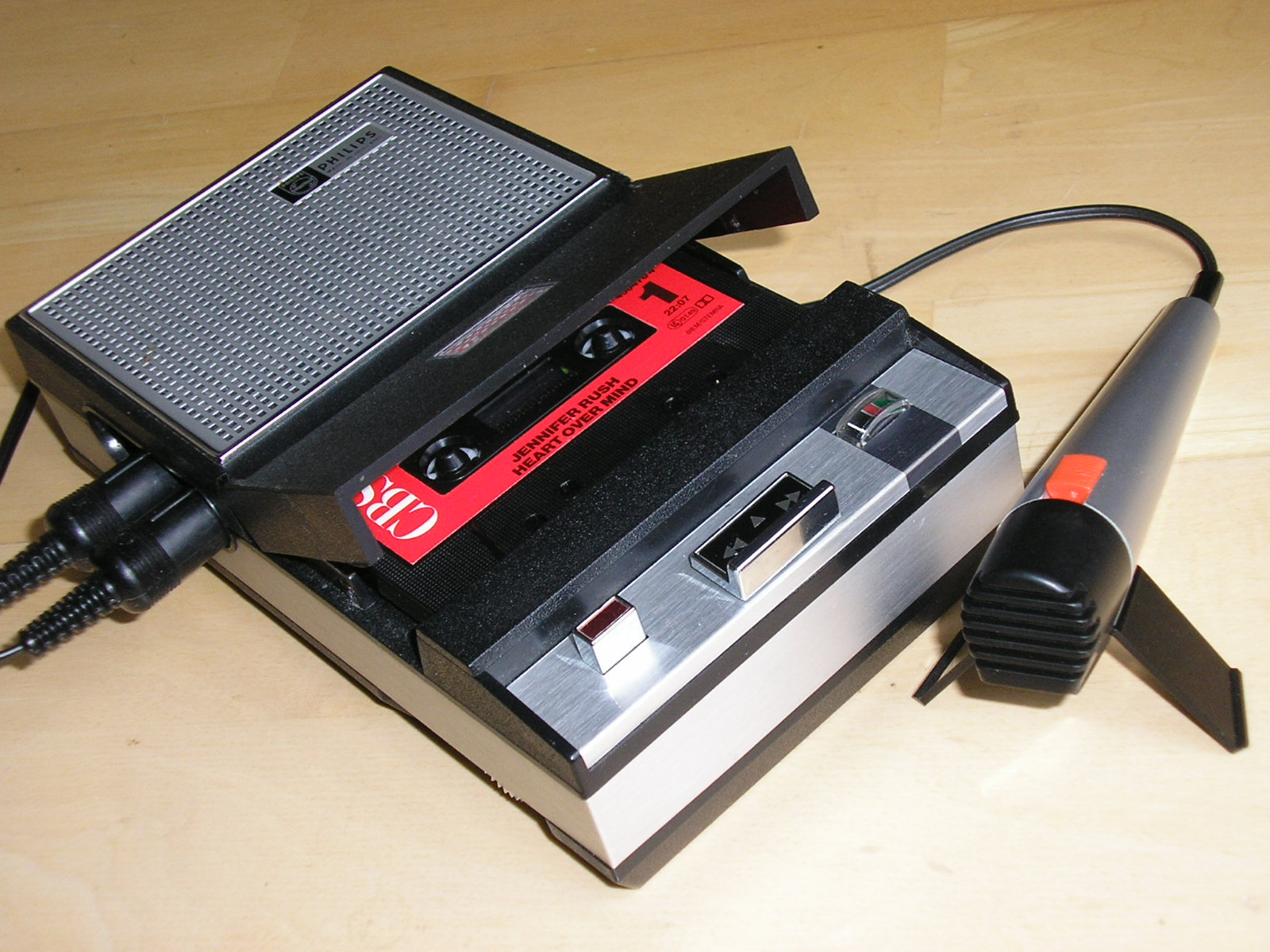
Philips EL3302 (1968) — один из первых магнитофонов под компакт-кассету

Компа́кт-кассе́та (англ. Compact Cassette), аудиокассе́та (англ. Audio cassette), музыкальная кассе́та (англ. Music Cassette, MC) или просто кассе́та — до начала 2000-х один из самых распространённых носителей информации на магнитной ленте. Применяется в первую очередь для звукозаписи (см. Кассетный магнитофон), а также для хранения цифровой информации (в существенно меньшей степени).
Компакт-кассета была представлена в 1963 году корпорацией Philips. Относительно дешёвая и удобная в обращении компакт-кассета долгое время (с начала 1970-х до конца 1990-х годов) была одним из самых популярных аудионосителей (и самым популярным записываемым), однако в начале XXI века начала вытесняться компакт-дисками (в том числе записываемыми CD-R и CD-RW).
Запись производится на магнитную ленту шириной 3,81 мм (0,15 дюйма) и толщиной обычно от 9 до 27 мкм, на две (моно) или четыре (стерео) дорожки. Обычная скорость движения ленты в кассете при воспроизведении и записи равна 4,76 см/с (1 7/8 дюйма/с); во многих двухкассетных устройствах предусмотрено копирование на скорости 9,53 см/с (двойная скорость), а в диктофонах имеется скорость 2,38 см/с и 1,19 см/с для длительной записи (1/2 и 1/4 обычной скорости соответственно). Также скорость 2,38 см/с используется для записи аудиокниг как на две, так и на четыре дорожки в монофоническом режиме, что позволяет увеличить время звучания обычной 90-минутной кассеты до 360 минут.

## Устройство

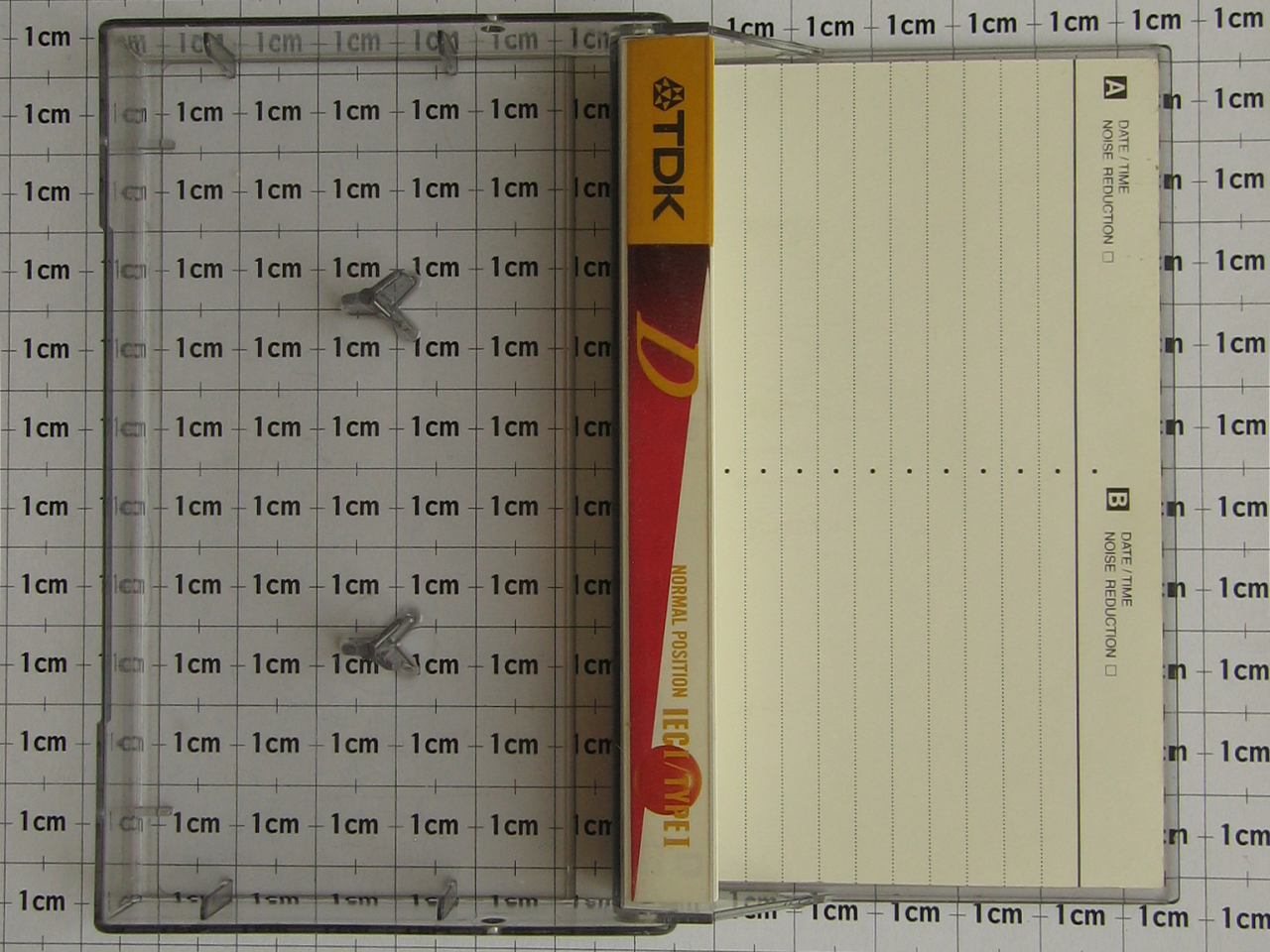
Типичная коробка-футляр для компакт кассеты

### Корпус и механизм

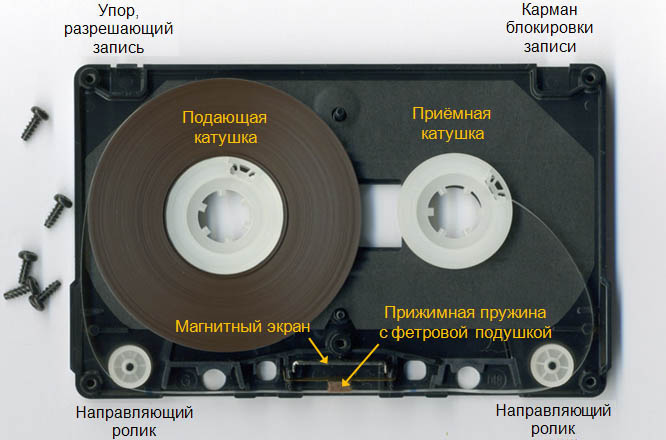
Устройство компакт-кассеты. Лента полностью смотана на подающую катушку, в окне видна прозрачная лента — ракорд. Цвет ленты на катушке — характерный для типа I (Normal)

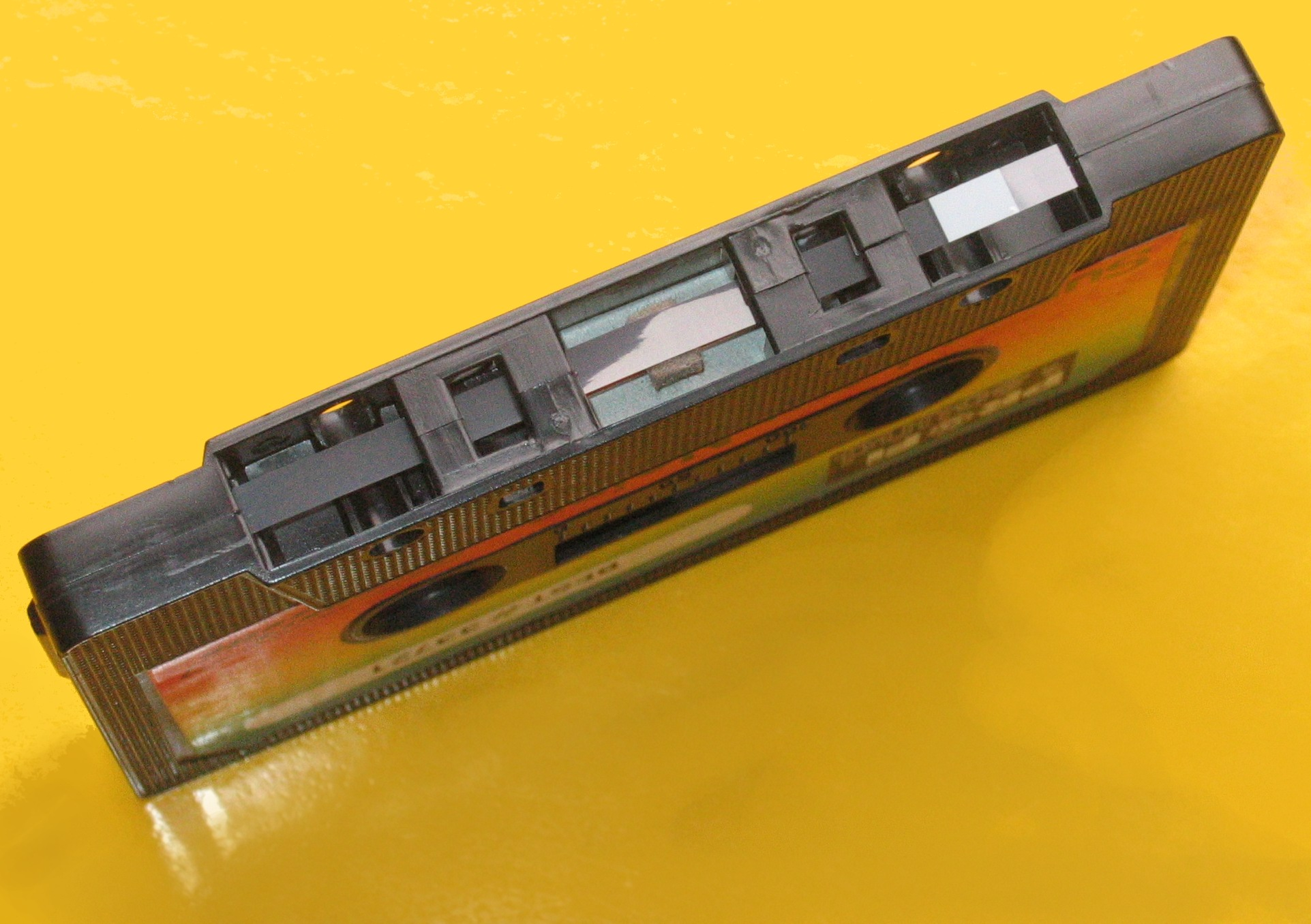
Окна с переднего торца. В правом окне видно место склейки ракорда с магнитной лентой

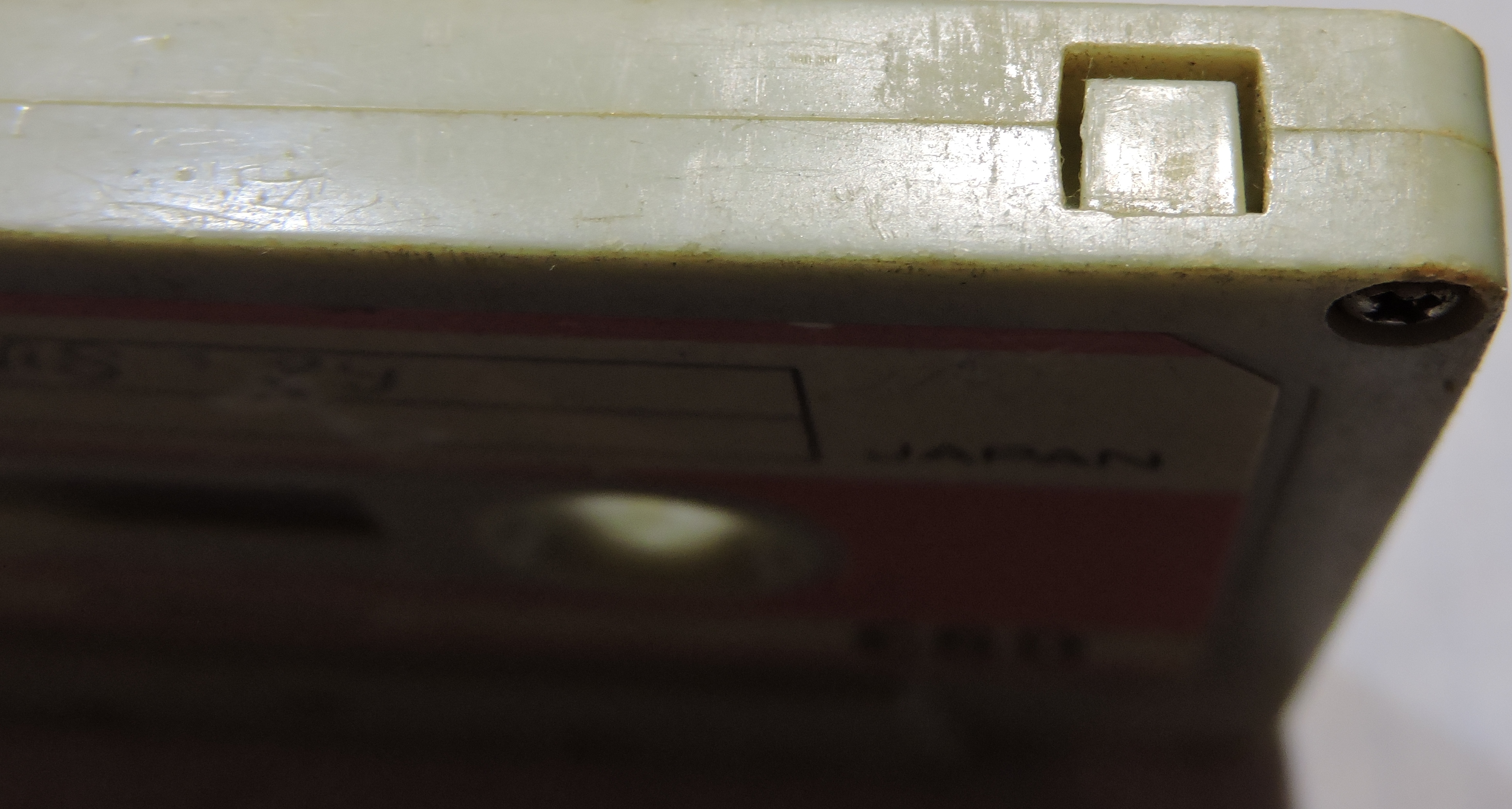
На заднем торце кассеты расположены карманы с язычками, предохраняющие носитель от перезаписи (при отламывании язычка)

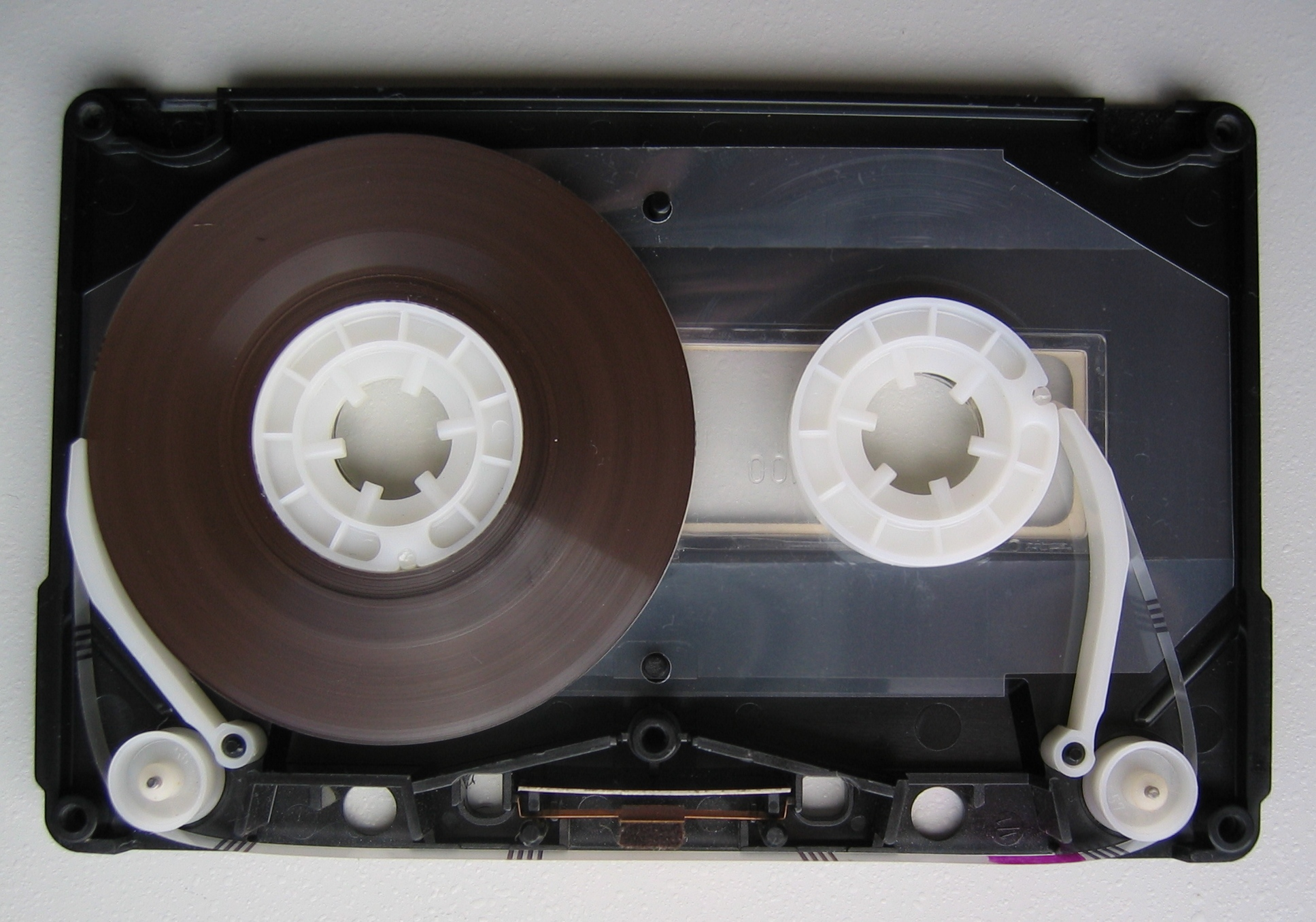
Кассета BASF SM с рычагами-лентоукладчиками

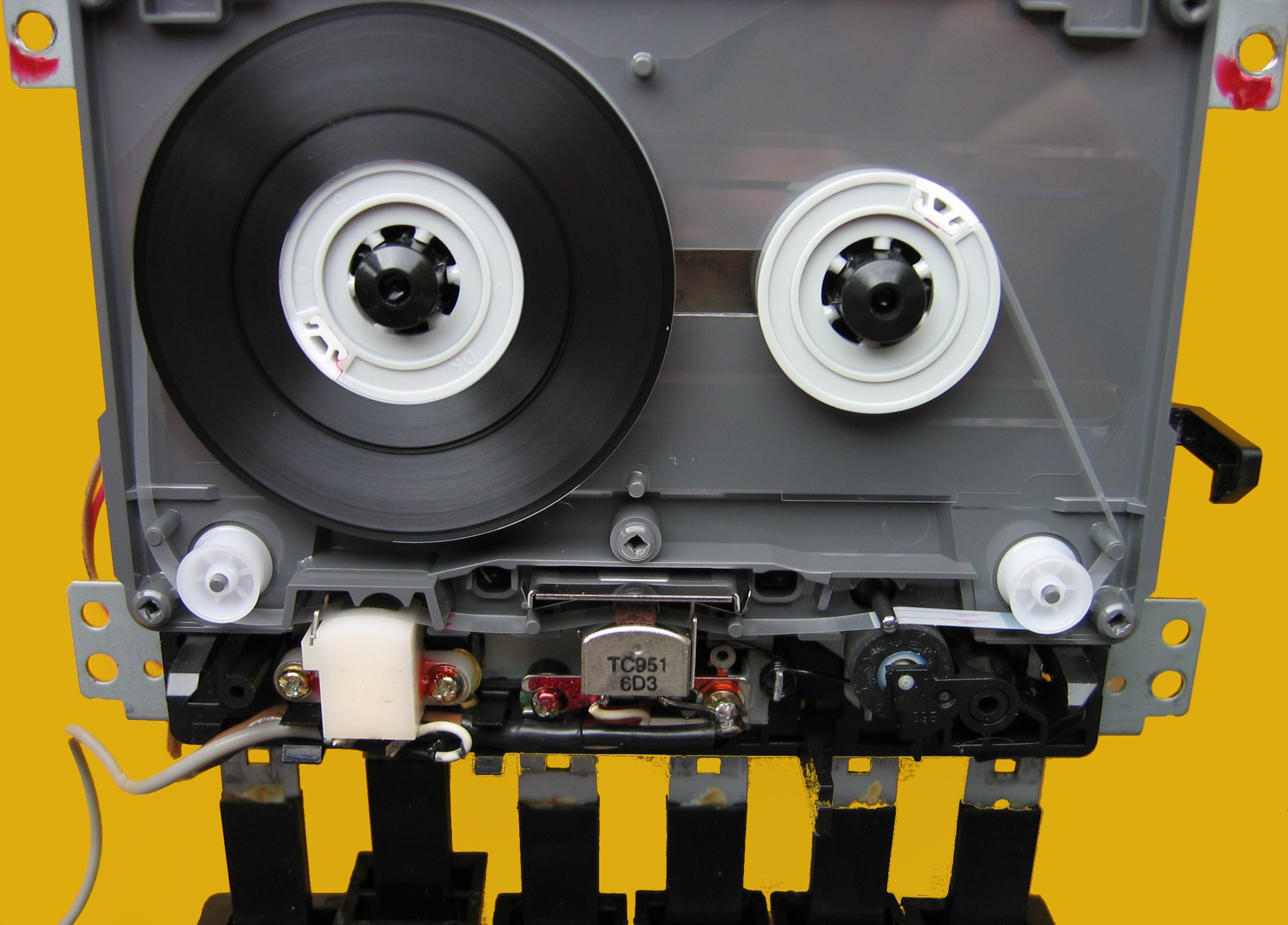
Взаимодействие лентопротяжного механизма магнитофона с кассетой в режиме воспроизведения или записи

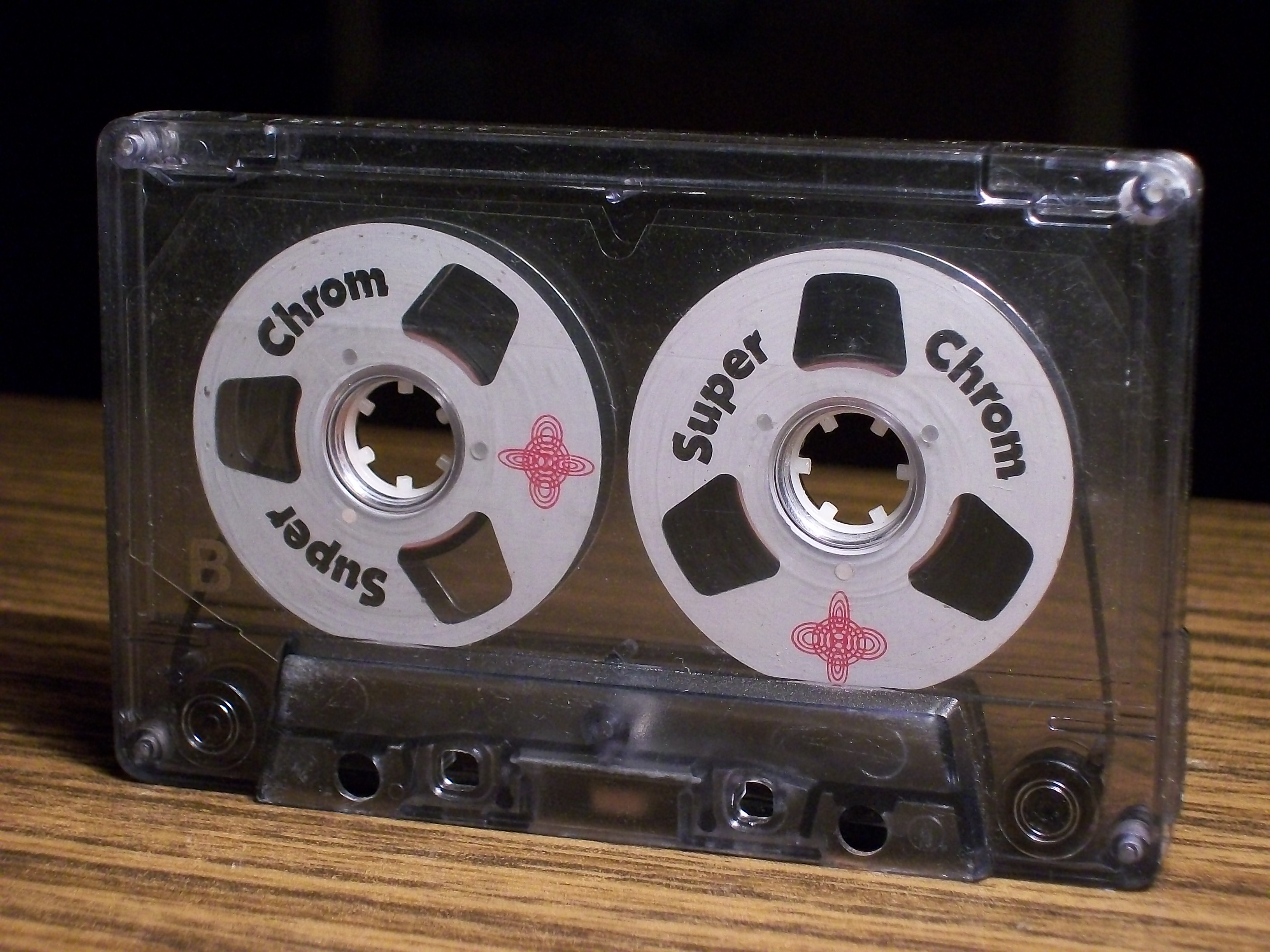
Кассета с лентой на миниатюрных катушках.

Прямоугольный корпус имеет размеры 100,4 × 63,8 × 12,0 миллиметров и сделан из пластмассы; в дешёвых моделях каждая половинка корпуса представляет собой единую деталь из прозрачного пластика (в кассетах более раннего производства это также непрозрачный чёрный или белый пластик, он немного уступает в привлекательности прозрачному, однако менее подвержен растрескиванию при механических воздействиях), в более дорогих возможны составные конструкции. Имелся образец кассеты в литом металлическом корпусе, исключающем какие-либо деформации.
Внутри кассеты находятся два сердечника внешним диаметром 20...22 мм с лентой. Концы ленты прочно закреплены на сердечниках. Кассета имеет так называемую «полуторную» конструкцию, то есть расстояние между осями рулонов меньше, чем их максимальный диаметр. Это возможно благодаря тому, что место уменьшающегося рулона занимает увеличивающийся.
Наибольший диаметр рулона ленты — 52,0 мм; расстояние между осями сердечников — 42,5 мм. Длина ленты для стандартных 90-минутных кассет составляет 135 метров при толщине 12 мкм. Сердечник имеет отверстие с шестью зубцами, захватываемых валами лентопротяжного механизма, и втулку, крепящую конец ленты к катушке. Между катушками и половинками корпуса прокладываются пластины-щёчки из полимерной плёнки, иногда с нанесением антифрикционного материала или на бумажной основе (уменьшающие трение), но в некоторых случаях при протяжке ленты они издавали сильный писк. Лента, сматываемая с подающего сердечника, проходит через пару направляющих роликов в углах корпуса, задающих положение ленты — строго по оси корпуса. Кассеты могут собираться на пяти винтах-саморезах (разборные) или быть неразборными (некоторые кассеты фирмы TDK имеют четыре самореза по краям, а в центре — направляющий штифт), центральный (5-й шуруп) имеет углубления для установки пломбы.
Существовали кассеты (производства BASF), в которых между роликами и сердечниками стояли два направляющих рычага-лентоукладчика, дополнительно выравнивавших ленту. Эти кассеты обозначены аббревиатурой SM (Special Mechanics).
Также Sony для своих кассет запатентовала свой механизм, который был назван SP (позже — SP-II). Суть механизма заключается в более широком кольце сердечника, которое предотвращает его люфт во время воспроизведения и перемотки. Это обеспечивает очень стабильную намотку.
С переднего торца корпус кассеты имеет пять окон (общая ширина, включая перегородки, — 67,0 мм), через которые осуществляется доступ к ленте:
- три больших — для магнитных головок и прижимного ролика магнитофона;
- два маленьких — для концевого выключателя «жёсткого» автостопа или стирающей головки.

В некоторых магнитофонах маленькие окна используются для стирающей головки (если у магнитофона два тонвала и прижимных ролика, они занимают крайние большие окна).
В центральном окне позади ленты расположена пружина с прижимной фетровой подушечкой, к которой магнитная головка прижимает ленту. В магнитофонах с «закрытым» двухвальным механизмом эта пружина не нужна (прижим обеспечивает калиброванное натяжение ленты) и даже вредна (лишняя деталь — лишний источник вибрации). Поэтому в совершенных лентопротяжных механизмах (Nakamichi, TEAC) предусмотрены специальные рычаги, отодвигающие подушку и пружину от ленты. Ещё дальше, между пружиной и катушками, расположен магнитный экран, препятствующий наводкам на головку воспроизведения.
Сверху корпус кассеты имеет два прямоугольных кармана (выемки) размером 6,0 × 5,0 мм, прикрытых пластмассовыми упорами. Они предназначены для защиты ценной записи от непреднамеренного стирания (перезаписи). Для этой цели следует выломать упор со стороны подающей катушки: рычаг лентопротяжного механизма, проваливающийся в карман, блокирует включение режима записи. А чтобы на такую кассету можно было вновь осуществлять запись, карман можно либо заклеить клейкой лентой, либо плотно набить, например, куском бумаги. Существовали, но не закрепились на рынке кассеты с многоразовым сдвижным или поворотным упором (например TDK SA-XG).
Также на верхнем ребре кассеты предусмотрены четыре кармана (выемки) для датчиков автоматического распознавания типа ленты (два для каждого направления движения ленты; см. таблицу ниже); комбинация открытых и закрытых карманов, нащупываемых концевыми выключателями магнитофона, и определяет тип ленты.

### Ленты
Магнитная лента представляет собой полимерную основу, покрытую ферромагнитным рабочим слоем из порошка магнитных металлов или их оксидов. Ширина ленты компакт-кассеты равна 0,15 дюйма (3,81 мм), при этом максимальная ширина каждой из четырёх магнитных дорожек не более 0,66 мм; левому каналу соответствуют крайние дорожки, правому — средние.. Ширина дорожки 1,54 мм при двухдорожечной записи и 0,62 мм при четырёхдорожечной.
Первоначально в аудиокассете, разработанной Philips, использовался порошок гамма-оксида железа (Fe2O3); впоследствии стандартом IEC таким лентам было присвоено обозначение Тип I; лентам на основе диоксида хрома — Тип II; двухслойные (g — Fe2O3+FeCr) «Ferri Chrome III» или «Ferrochrome» — Type III; на основе металлических порошков — Тип IV. Ленты Тип IV («Metal») обеспечивают наибольший динамический диапазон, но для того чтобы им воспользоваться, требуется специальная настройка тракта записи-воспроизведения и магнитные головки с более высокими параметрами. Также эти ленты отличаются несколько повышенным уровнем высокочастотных шумов.
Выпуск кассет Type IV был прекращён в 2001 году. Самым же массовым видом являются кассеты Type I, выпускаемые по сей день.[уточнить]
| Тип плёнки  | IEC      | Рабочий слой                                                                       | Цвет магнитного слоя                       | Постоянная времени | Ток подмагничивания | Контрольные выемки | Год выпуска     | Разработчик       |
| ----------- | -------- | ---------------------------------------------------------------------------------- | ------------------------------------------ | ------------------ | ------------------- | ------------------ | --------------- | ----------------- |
| Normal      | Type I   | Гамма-оксид железа (III) Fe2O3 или гамма-оксид железа (III) легированный кобальтом | От светло-коричневого до почти чёрного     | 120 мкс            | Нормальный          | Нет                | 1964 — по н. в. | Philips, 3M, TDK  |
| Chrome      | Type II  | Диоксид хрома CrO2 или гамма-оксид железа (III) капсулированнный ферритом кобальта | Тёмно-синий, чёрный                        | 70 мкс             | Высокий             | Одна пара по краям | 1970 — по н. в. | DuPont, BASF, TDK |
| Ferrochrome | Type III | Слой диоксида хрома CrO2 + слой гамма-оксид железа (III) Fe2O3                     | Сине-чёрный + коричневый со стороны основы | 70 или 120 мкс     | Нормальный          | Нет                | 1972 — 1984     | SONY              |
| Metal       | Type IV  | Металлический порошок                                                              | Чёрный                                     | 50 или 70 мкс      | Высокий             | Две пары           | 1979 — 2001     | 3M, Philips       |

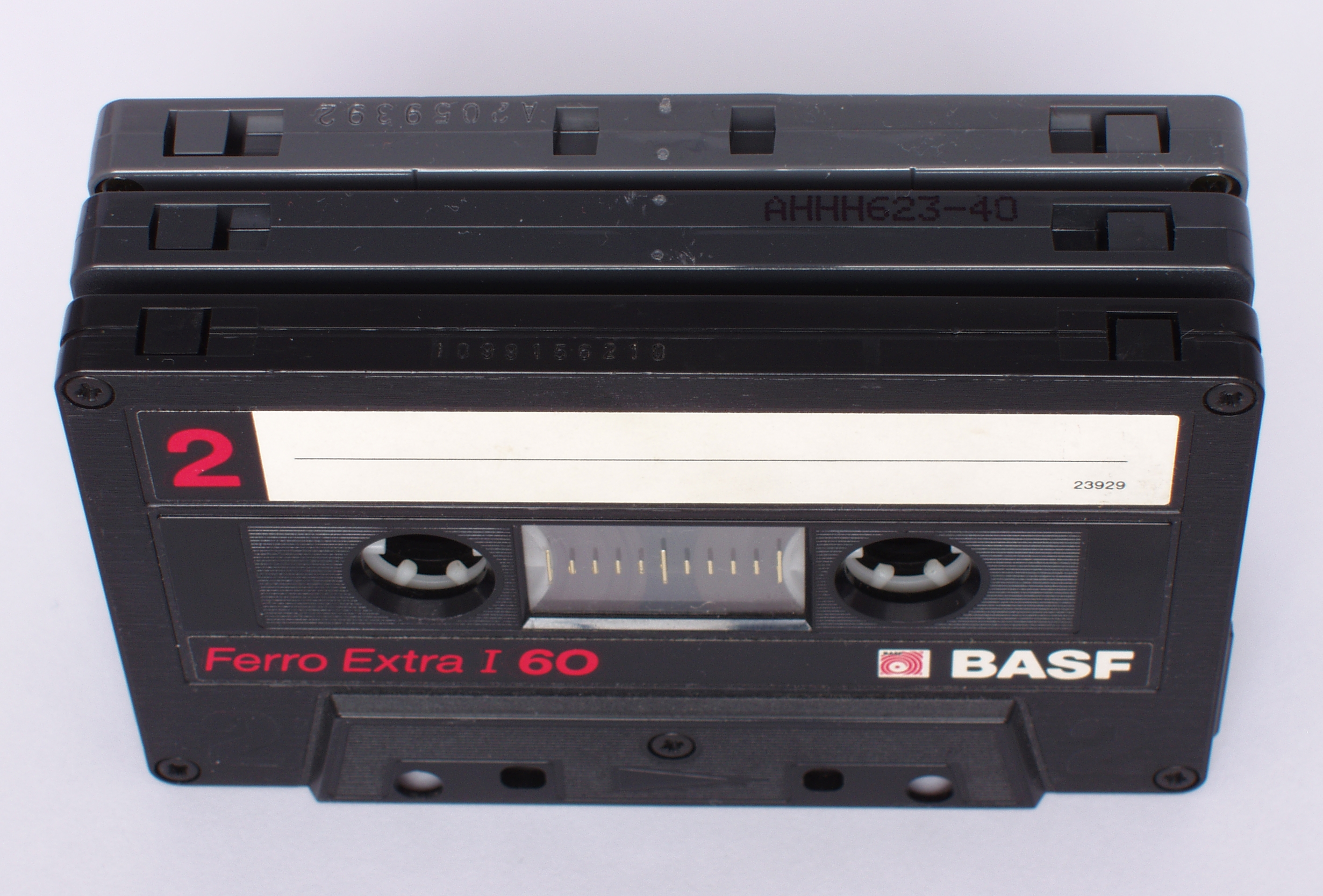
Кассеты Type I, II и IV
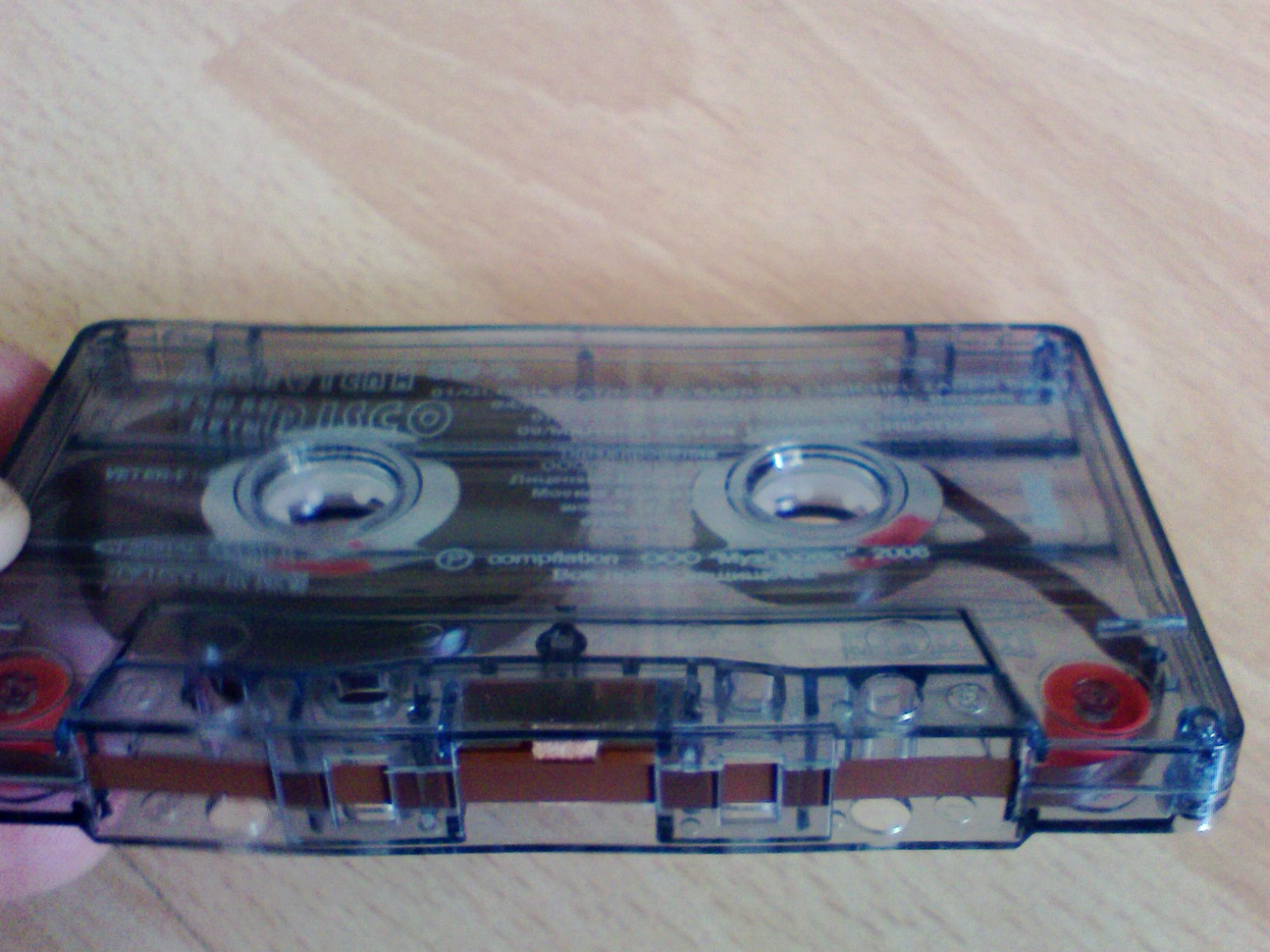
Кассета с плёнкой Type I
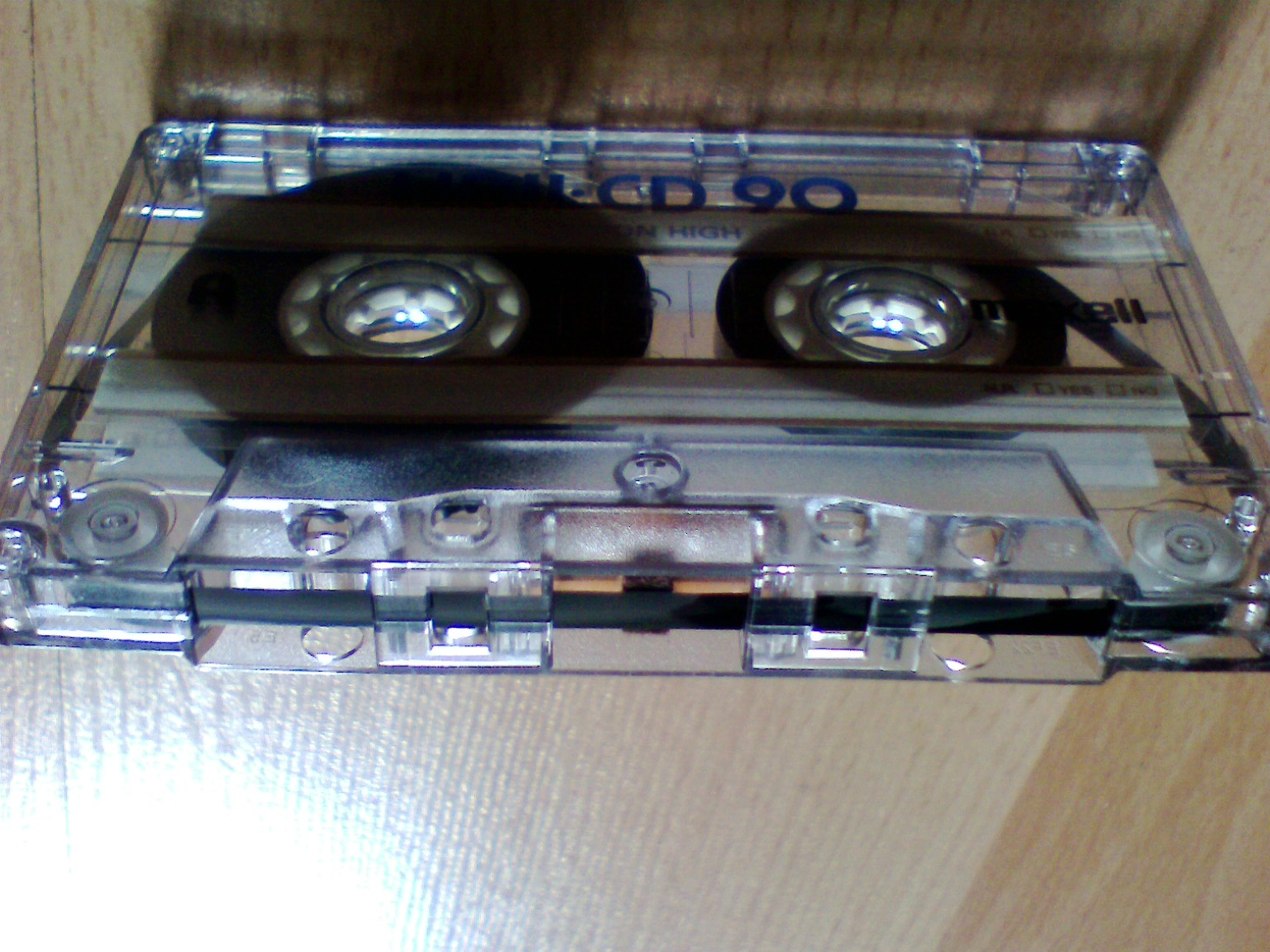
Кассета с плёнкой Type II
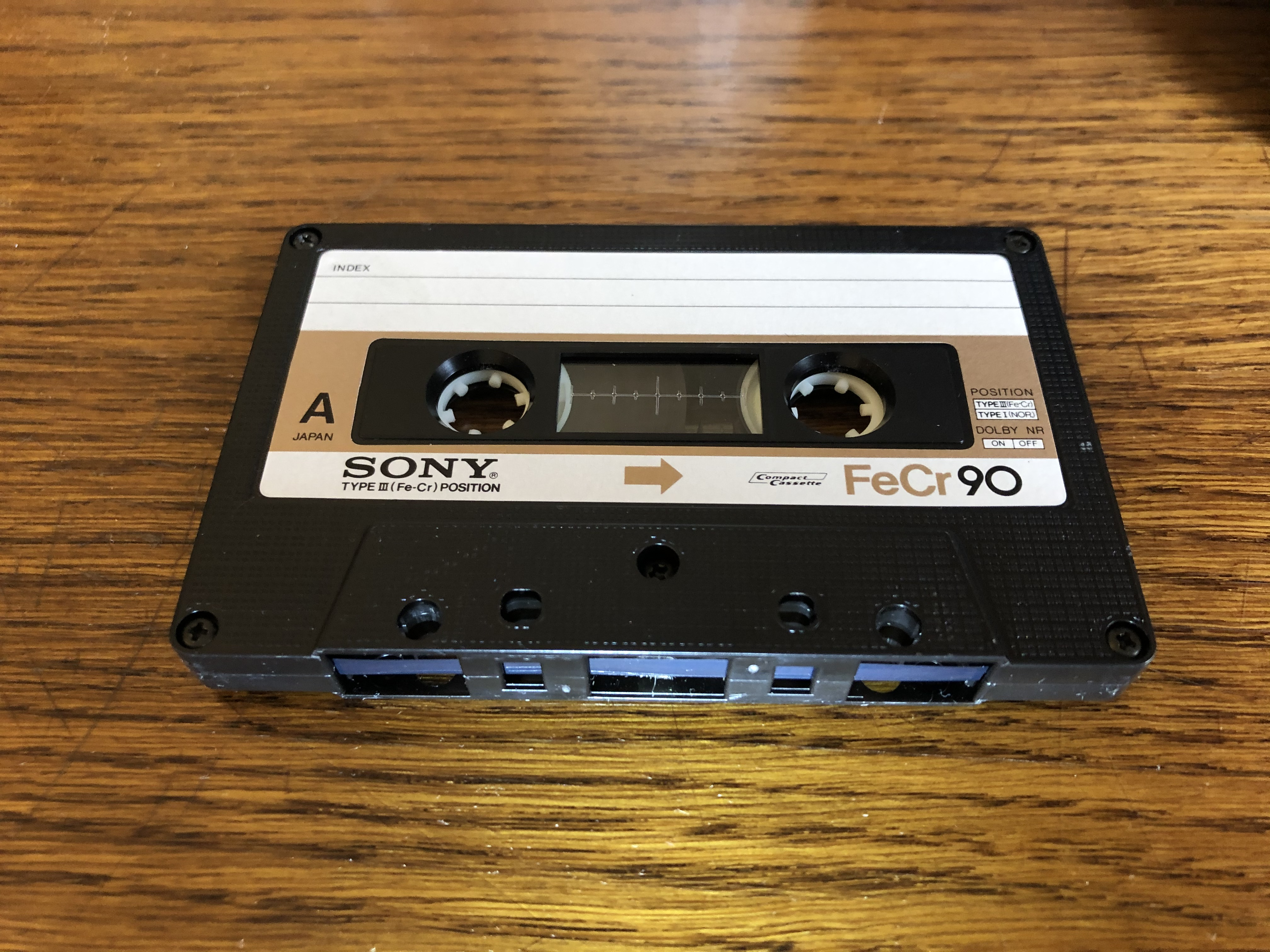
Кассета с плёнкой Type III
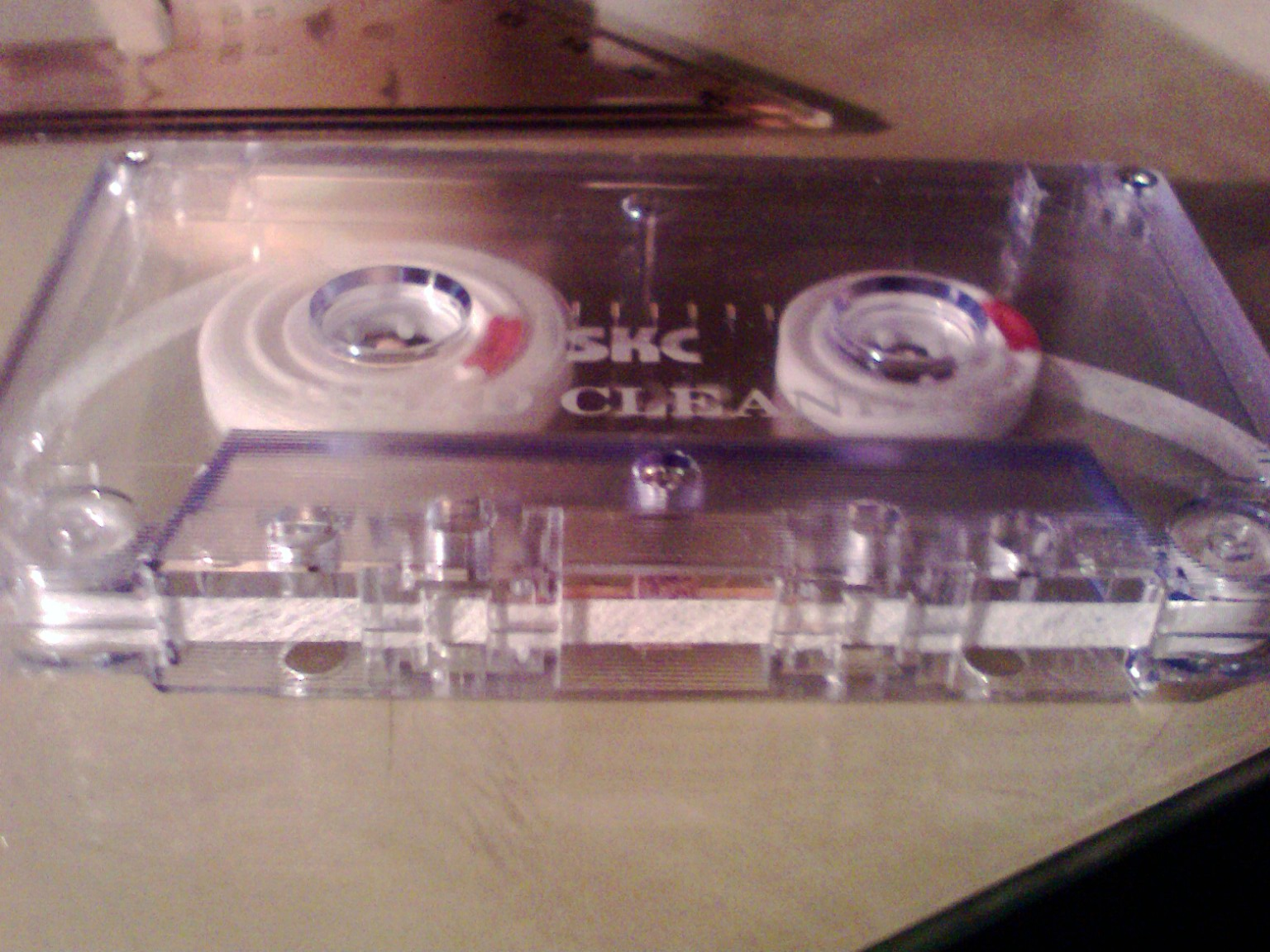
Чистящая кассета

Любая кассета имеет в начале и конце чистую (белую или прозрачную) плёнку — ракорд. Эта плёнка плотная, она не содержит магнитных элементов и скреплена с основной плёнкой полоской липкой ленты либо специальным клеем. На ней могут присутствовать два непрозрачных (тёмно-красных) маркера, необходимые для работы «мягкого» автостопа. Ракорд не является чистящей лентой: использовать любые чистящие средства следует строго по назначению, регулярный контакт головки с чистящей плёнкой приводит к преждевременному износу головок. Однако в кассетах, изготавливаемых на студиях звукозаписи и некоторых фабричных (например, производства Maxell), может применяться ракорд с мягкими чистящими свойствами. Существуют специальные чистящие кассеты с одноразовой ворсистой плёнкой, которая чистит головки от загрязнений. Продолжительность протяжки чистящей плёнки не должна превышать двух минут.
Продолжительность кассеты указывается на коробке (в минутах). Помимо стандартных лент на 60 и 90 минут (толщина 27 и 18 мкм), в разное время в продажу выпускались ленты на 10, 30, 45, 46, 50, 52, 54, 64, 70, 74, 100, 110, 120, 150. Сверхтонкие плёнки кассет на 150, 180 и 240 минут оказались непрочными и были изъяты из продажи. Кассеты длительностью свыше 90 минут встречаются редко.

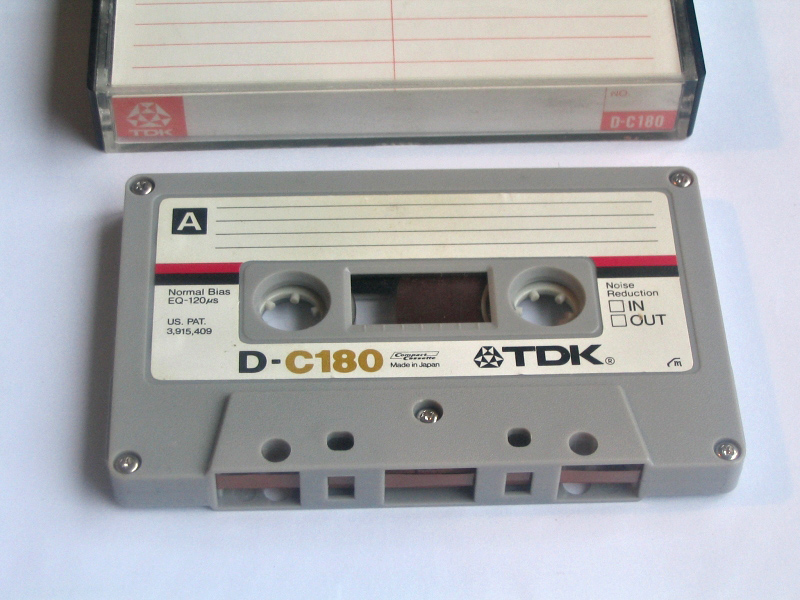
Кассета TDK на 180 минут

Понятие типичной продолжительности аудиокассеты применимо только для чистых кассет. В случае кассет с записью фабричного производства продолжительность может быть самой разной и отличаться от стандартной в меньшую или большую сторону (но, как правило, не более 80 минут). Она зависит от суммарной продолжительности фонограмм, записанных на кассету. В процессе производства такой кассеты длина плёнки рассчитывается таким образом, чтобы на неё поместилась вся фонограмма и не осталось пустого места.

## Сторонние устройства
В формате компакт-кассеты могут быть изготовлены различные устройства. Существуют чистящие кассеты со специальной лентой для чистки головки. Также известны устройства в корпусе кассеты, использующие магнитную головку как звукосниматель, а весь магнитофон в качестве активной акустической системы.
Выпускались так же т. н. «радиокассеты», представляющие собой радиоприёмную приставку (одно-, двухдиапазонную — СВ и ДВ) к магнитофону. Специальные работали только с определённой моделью магнитофона, подключаясь через разъём в кассетодержателе (за габаритами самой компакт-кассеты), получая от него же и питание. Более редкие универсальные питались от встроенной батареи и сигнал передавали через магнитную головку магнитофона.

## Преимущества и недостатки

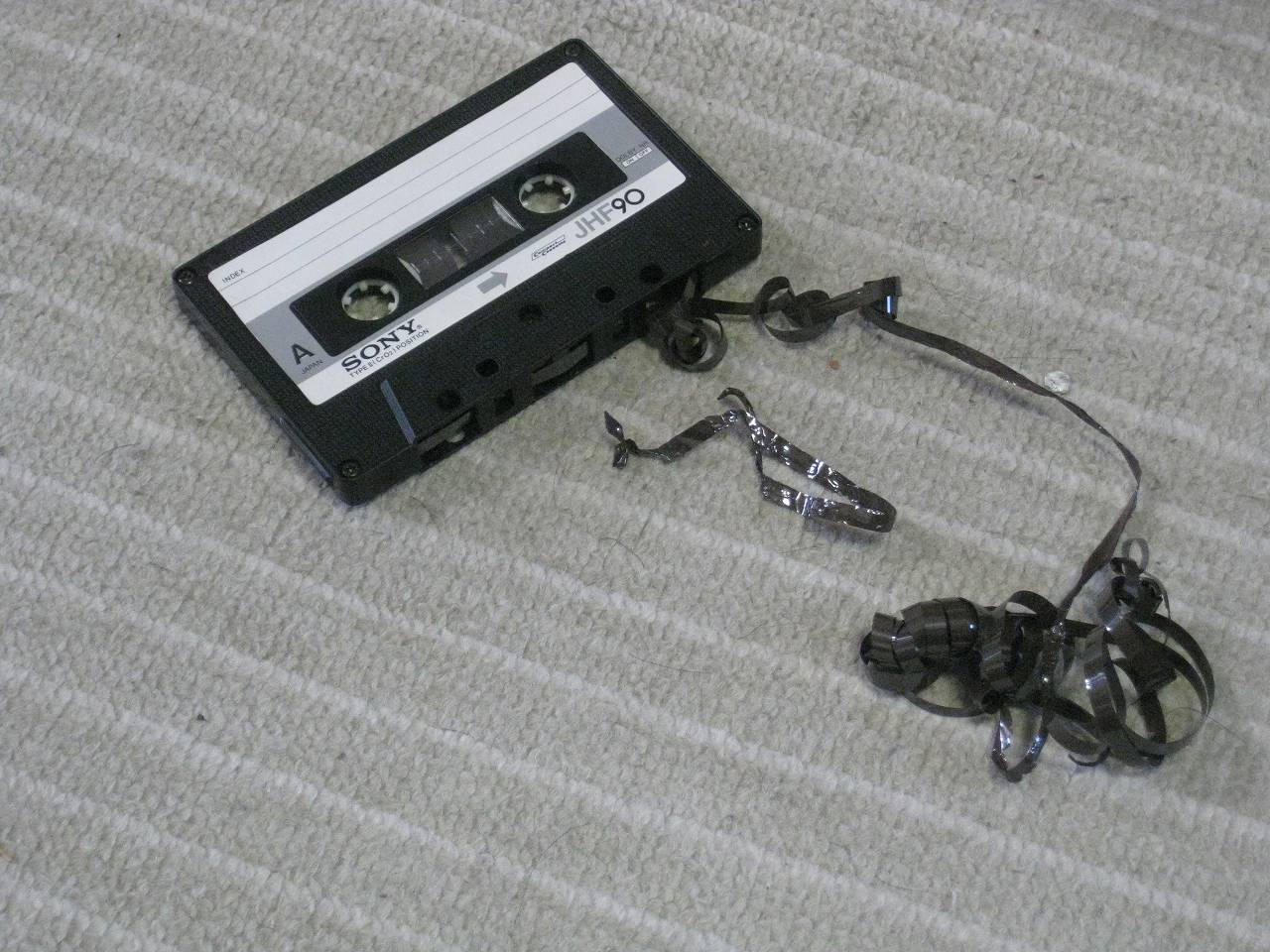
«Зажёванная» лентопротяжным механизмом лента кассеты

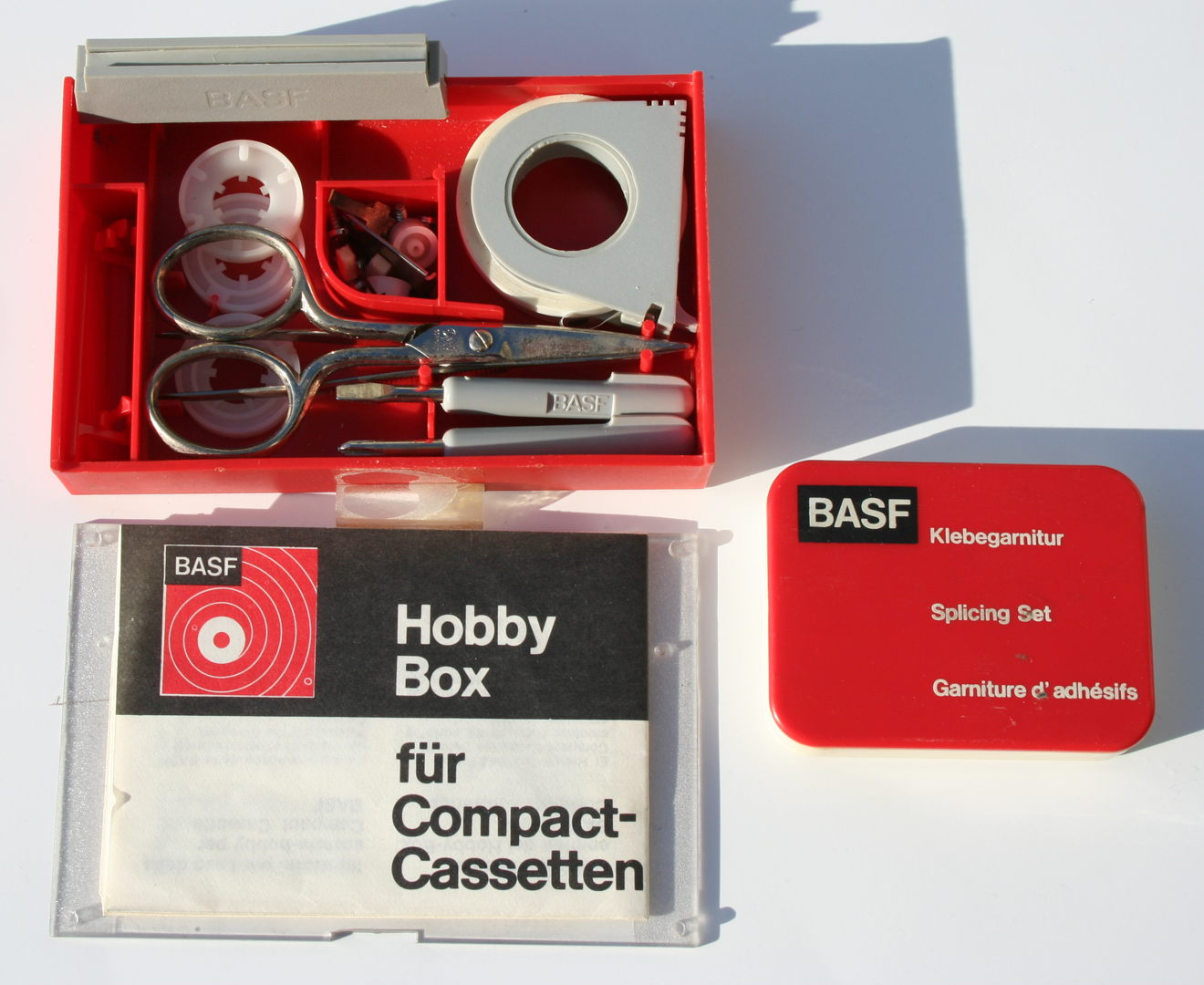
Ремкомплект BASF: ножницы и клейкая лента для отрезания и склеивания «зажёванных» участков, тампоны для очистки прижимных роликов, магнитных головок и прижимного фетра от скапливающейся грязи и магнитной пыли, запчасти, пинцет, отвёртки

Уже к 1980 году флагманские модели бытовых кассетных приставок-дек (Nakamichi 1000) достигли потолка объективных показателей кассетной технологии, при этом даже не превосходя требования, положенные в 1979 году в основу стандарта Red Book CD:
- частотный диапазон 20 — 20 000 Гц (± 0,75 дБ); 20 — 25 000 Гц (± 3 дБ) на лентах любых типов
- отношение сигнал-шум с использованием Dolby C −72 дБ (относительно номинального «нулевого» уровня, или −85 дБ с учётом штатного превышения уровня записи над номинальным)
- максимальный коэффициент детонации 0,08 %, среднеквадратичный 0,04 %
- разделение каналов 37 дБ[11]

Хранение качественных магнитных лент даже в домашних условиях не представляет большой проблемы; существенным недостатком является высокая вероятность необратимого повреждения самой записи электромагнитными полями, «зажёвыванием» ленты при неисправности лентопротяжного механизма, продольных царапин на ленте при дефектах головок. При копировании аналоговой записи с ленты на ленту качество копии неизбежно хуже оригинала, так как в неё вносятся дополнительные искажения и шумы.
Кассета — носитель последовательного доступа, она не позволяет произвольно переходить от песни к песне так, как это возможно даже с грампластинками. Для ускоренного поиска по паузам между отдельными записями применяются разнообразные патентованные системы автопоиска; в таких системах в момент перемотки головка воспроизведения подводится (но не прижимается) к перематываемой ленте, а устройство на основе порогового компаратора останавливает перемотку, если уровень звукового сигнала падает ниже условного минимума (пауза между записями). Автопоиск эффективно работает на большинстве качественных записей поп-музыки, однако неприменим к записям речи, записям с паузами в середине треков или с особо тихими фрагментами, и т. п. Протяжка ленты вдоль головок на повышенной скорости ускоряет износ и головок, и ленты.
Цифровые носители (компакт-диск и другие) лишены практически всех перечисленных недостатков, к тому же позволяют хранить в том же объёме на порядки больше информации, чем магнитофонная кассета, что в конечном итоге и решило её судьбу.

## История магнитофонных кассет

### Предыстория

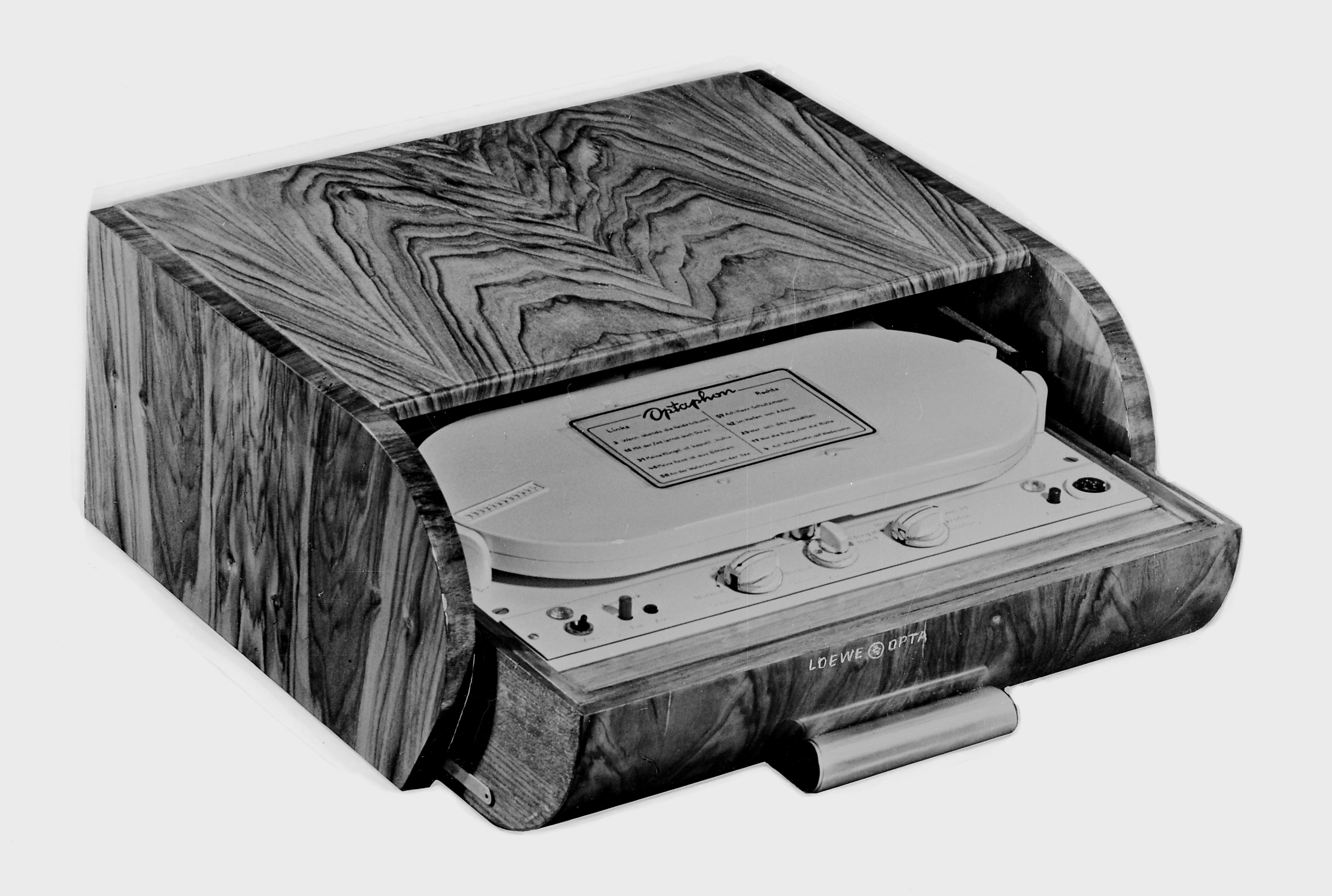
Loewe Optaphon 1950 года — вероятно, первый ленточный кассетный магнитофон

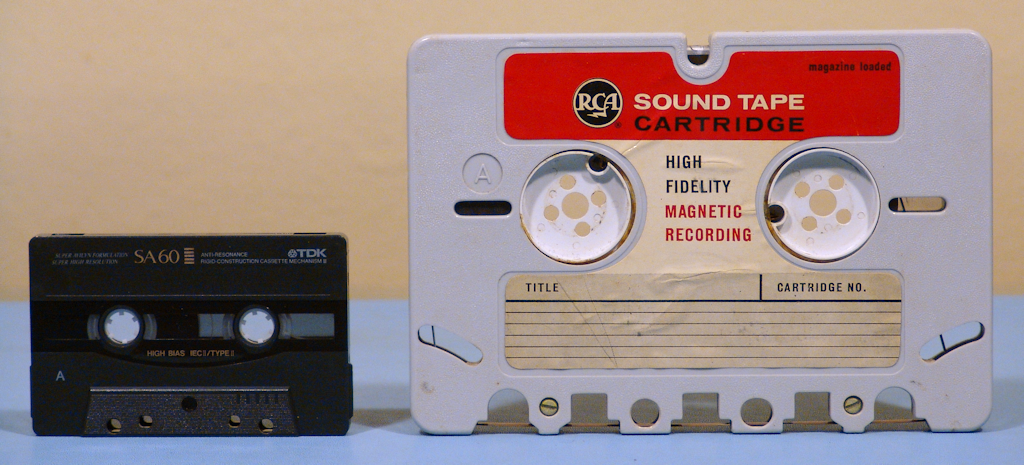
Кассета RCA («Sound Tape»). Слева — компакт-кассета.

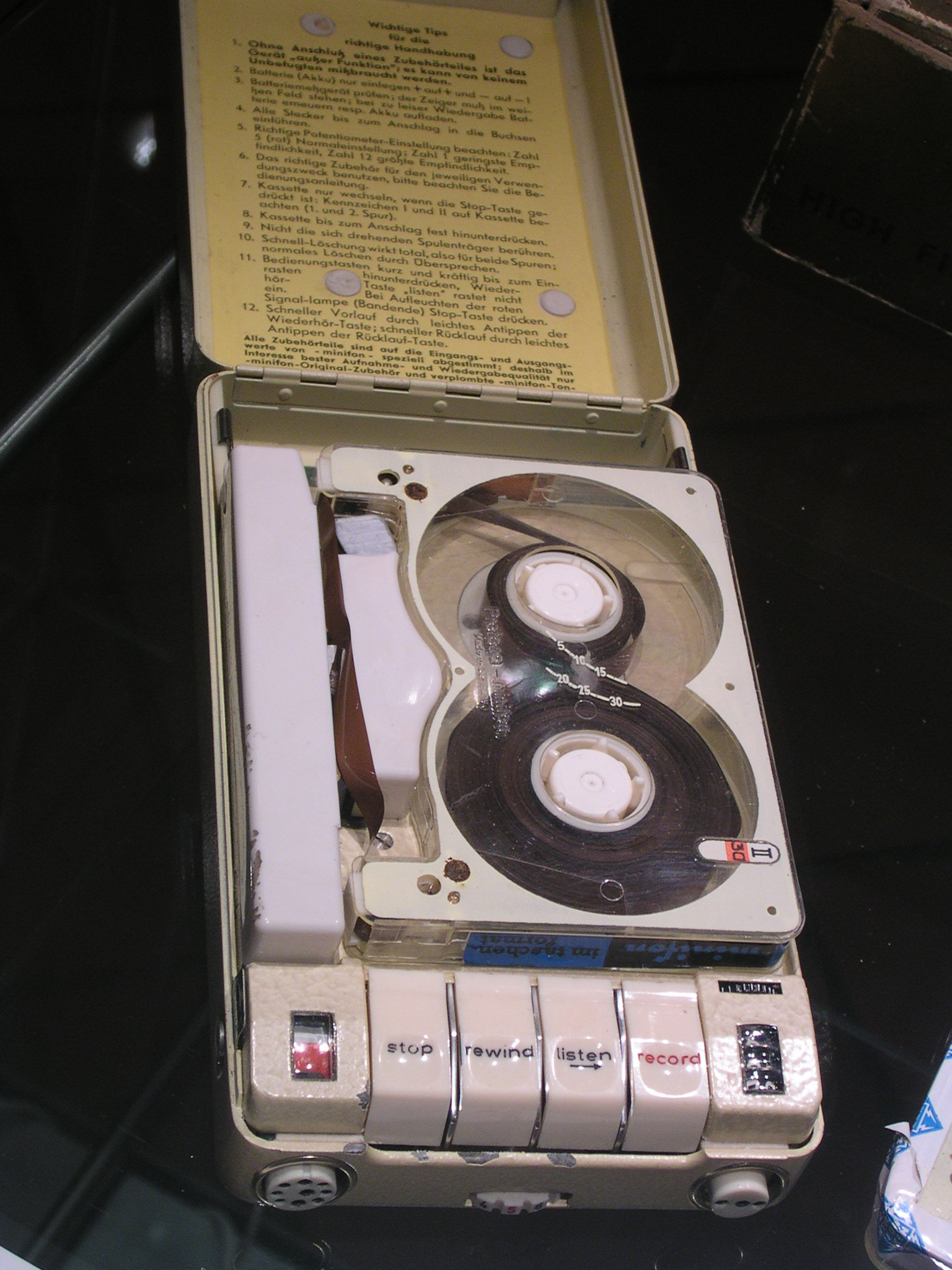
Кассетный диктофон Protona Minifon Attaché (Германия, 1960). Такие кассеты применялись в диктофонах Protona и Telefunken до второй половины 1960-х гг.

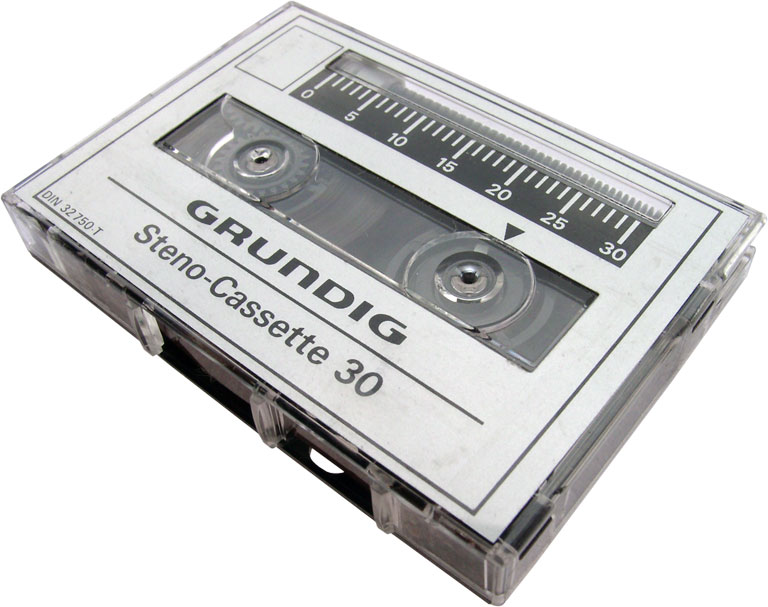
Диктофонная кассета Grundig, 1970-е гг.

Идея собрать магнитофонный носитель вместе с катушками в единый узел, удобный для пользования, появилась ещё в 1930-е годы. Немецкая фирма «Лоренц» с 1935 или 1936 года применяла в своих проволочных магнитофонах цельнометаллическую кассету с двумя шпулями для проволоки. Подобные решения применяли и другие производители, в частности, RCA и Pierce. Вероятно, первая кассета для пластмассовой магнитной ленты появилась опять же в Германии в 1950 году: в системе Loewe Optaphon две стандартные катушки для ленты помещались в общий разъёмный корпус.
Первый кассетный формат, использовавший (в отличие от компакт-кассеты) ленту, склеенную в бесконечную петлю, был запатентован в 1952 году. В течение 50-х годов появилось ещё несколько решений подобного рода, но ни одно не стало популярным. С 1958 по 1964 год корпорация RCA выпускала кассету размерами 197×127×13 мм (известна как «RCA tape cartridge», «Magazine Loading Cartridge» и «Sound Tape»), по конструкции сходную с будущей компакт-кассетой; она обеспечивала продолжительность звучания стереозаписи 2×30 минут при скорости 9,53 см/с. В 1962 Эрл Мюнц начал выпуск 4-дорожечных кассет (картриджей) Stereo-Pak для автомобильных магнитол GM, а в 1964 году появился первый относительно массовый кассетный формат 8-track, поддержанный Ampex, Ford, Motorola и RCA. Большинство магнитофонов этого формата было проигрывателями (запись предусматривалась только в немногих моделях), а их лентопротяжный механизм был предельно простым, так как не предусматривал ускоренной перемотки. Все эти стандарты использовались только в Северной Америке и вышли из употребления в 1970-х; последняя 8-дорожечная лента была продана в США в 1982 году.
Принципиальным недостатком 4- и 8-дорожечных картриджей был способ переключения дорожек. Головка воспроизведения должна была физически перемещаться от дорожки к дорожке, при этом угол установки магнитного зазора относительно ленты неизбежно «плавал», порождая нестабильность АЧХ воспроизведения. Бытовые 8-дорожечные магнитофоны могли только воспроизводить ленты, а для записи требовались профессиональные аппараты. Поэтому, несмотря на теоретически худшее качество звучания (из-за вдвое меньшей скорости протяжки), на практике к середине 1970-х годов компакт-кассеты захватили рынок даже в США.
В 1963 году компания Philips представила новый формат кассеты для звукозаписи, вышедший на рынок под названием «компакт-кассета» (англ. Compact Cassette). Опасаясь ответного хода конкурентов из Sony, Philips предпочёл отказаться от платы за лицензии на производство кассет, что и привело к массовому распространению нового формата. Кассеты Philips обозначались буквой C и цифрой, обозначавшей общую продолжительность записи в минутах: C45, C60, C90, C120 и т. д. Другие производители приняли похожую систему обозначений. Одновременно выпустили и первый магнитофон под компакт-кассету — малогабаритный Philips EL3300, пригодный скорее для записи речи, чем музыки.
Параллельно с компакт-кассетой Philips появлялись кассеты других форматов (см. ниже), но ни один из них не смог составить ей полноценную конкуренцию. Выжили только продукты, предназначенные для узких специальных областей применения, например, Steno-Cassette к диктофонам Grundig.

### Мировое признание
Массовое производство компакт-кассет впервые было организовано в Ганновере (Германия) в 1964 году. В 1965 году корпорацией Philips было запущено производство музыкальных кассет (англ. Musicassettes) — компакт-кассет с готовой фонограммой, а в сентябре 1966 года музыкальные кассеты были представлены в США.
Первоначальное предложение компании Philips состояло из 49 наименований. Компакт-кассеты того времени были предназначены для диктофонов и для использования в специальной аппаратуре (регистрирующей, управляющей станками с ЧПУ).

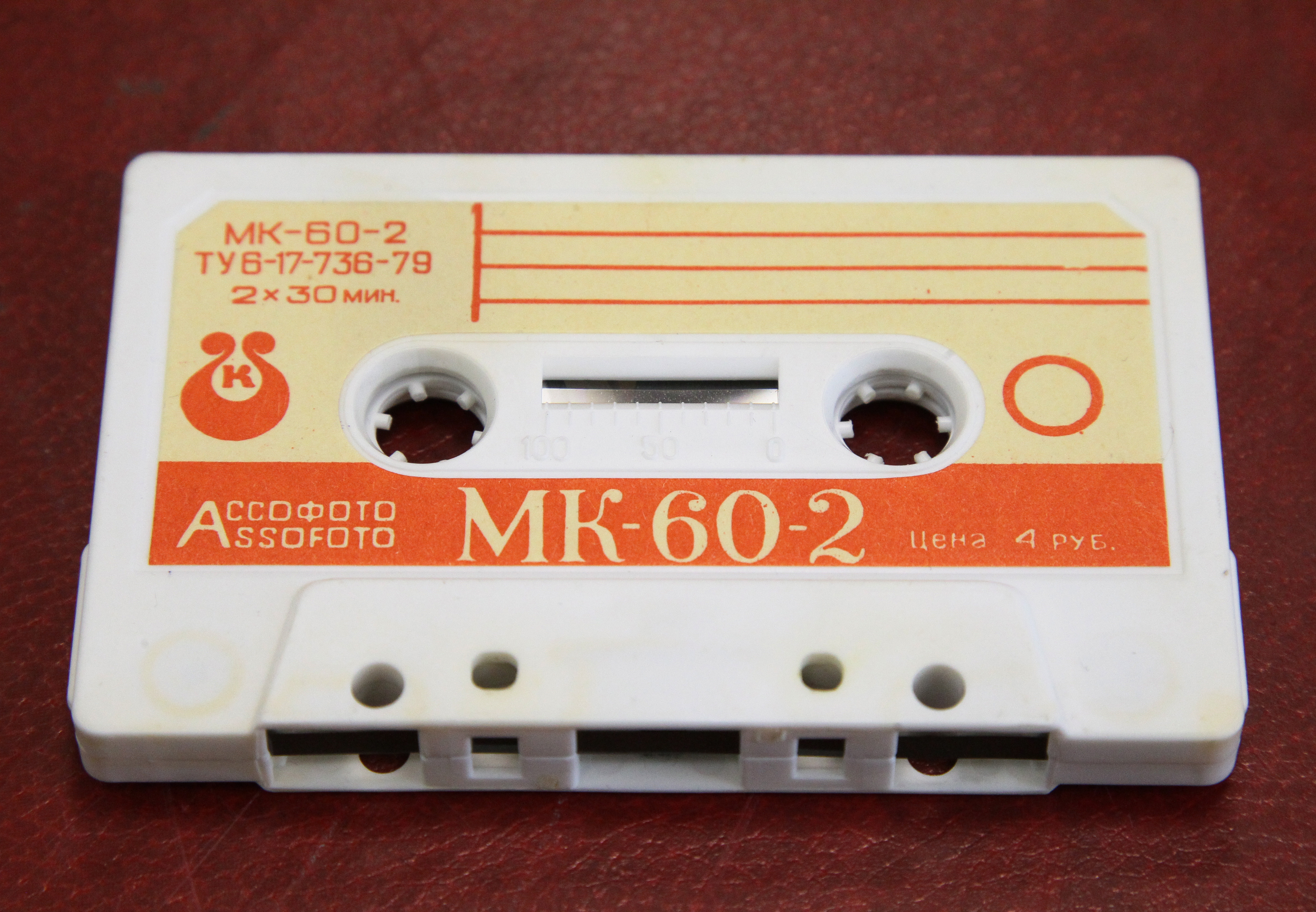
Советская кассета МК-60-2 по ГОСТу 1979 года

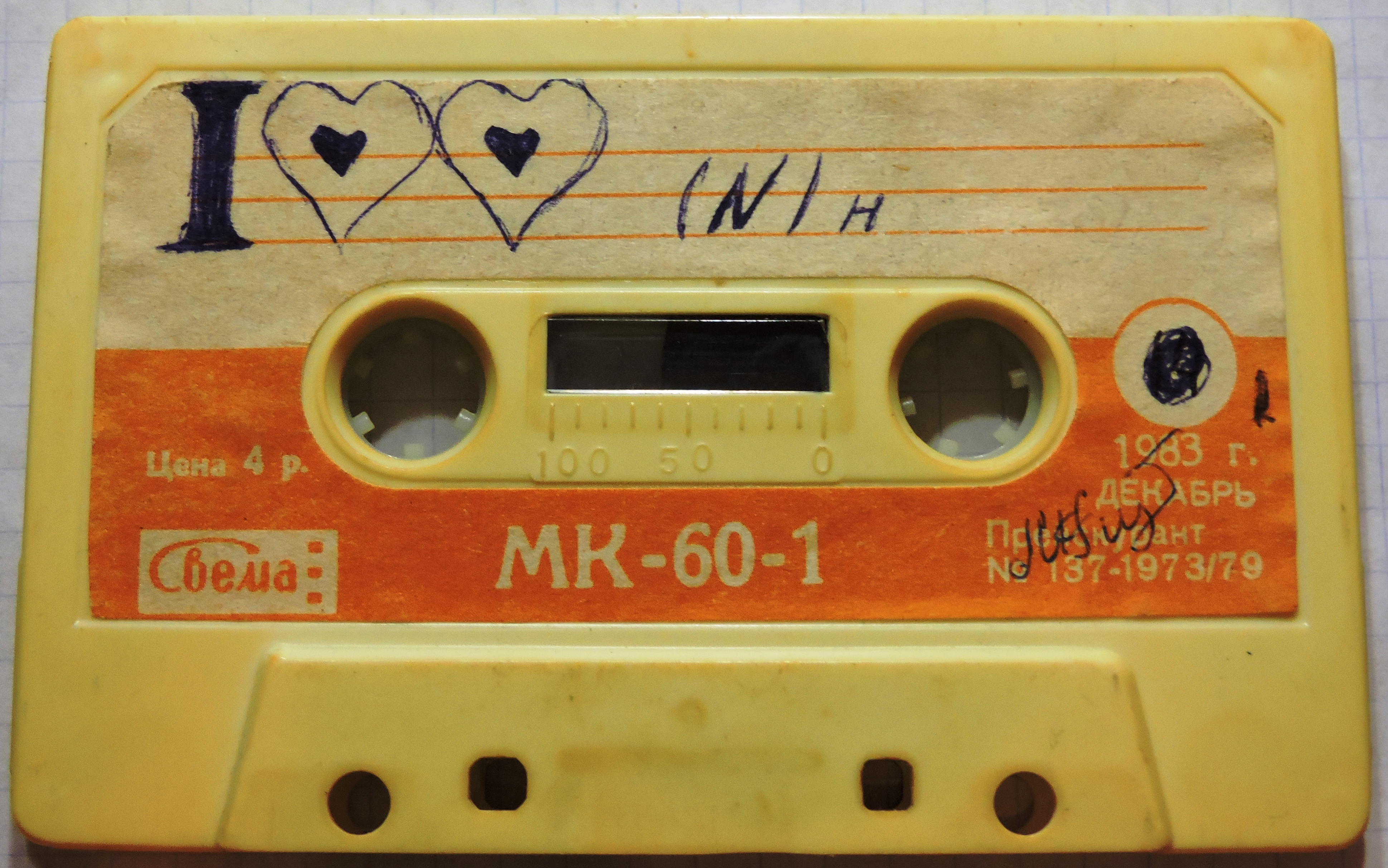
Советская кассета «Свема» МК-60-1 1983 года

В 1971 году компания Advent Corporation впервые представила кассету c магнитной лентой на основе оксида хрома (IV). Появление этих кассет кардинально изменило судьбу этого вида носителей аудиоинформации. Качество звука на них было намного выше. Параллельно значительно усовершенствовались и более дешёвые ленты с рабочим слоем из привычной гамма-окиси железа. Это позволило выпускать кассеты с записанной на них в фабричных условиях музыкальной фонограммой; кроме того, кассеты начали использоваться для самостоятельной записи музыки.
В СССР первый магнитофон под компакт-кассету появился в 1969 году — «Десна» (производился в Харькове на заводе «Протон»), основанный на конструкции Philips EL3300.
Производство компакт-кассет началось, по имеющимся данным, примерно одновременно с выпуском кассетных магнитофонов. В дальнейшем советские кассеты назывались МК с указанием времени звучания и номера модификации: МК-60, МК-60-1, МК-60-5 и т. п. В начале 1970-х годов на заводе в Таллине началось производство музыкальных записей на кассетах компании ORWO из ГДР под лейблом фирмы «Мелодия». Одновременно советскими функционерами велись переговоры с несколькими западными и японскими фирмами о поставке в СССР чистых кассет.

### Бум кассетной индустрии

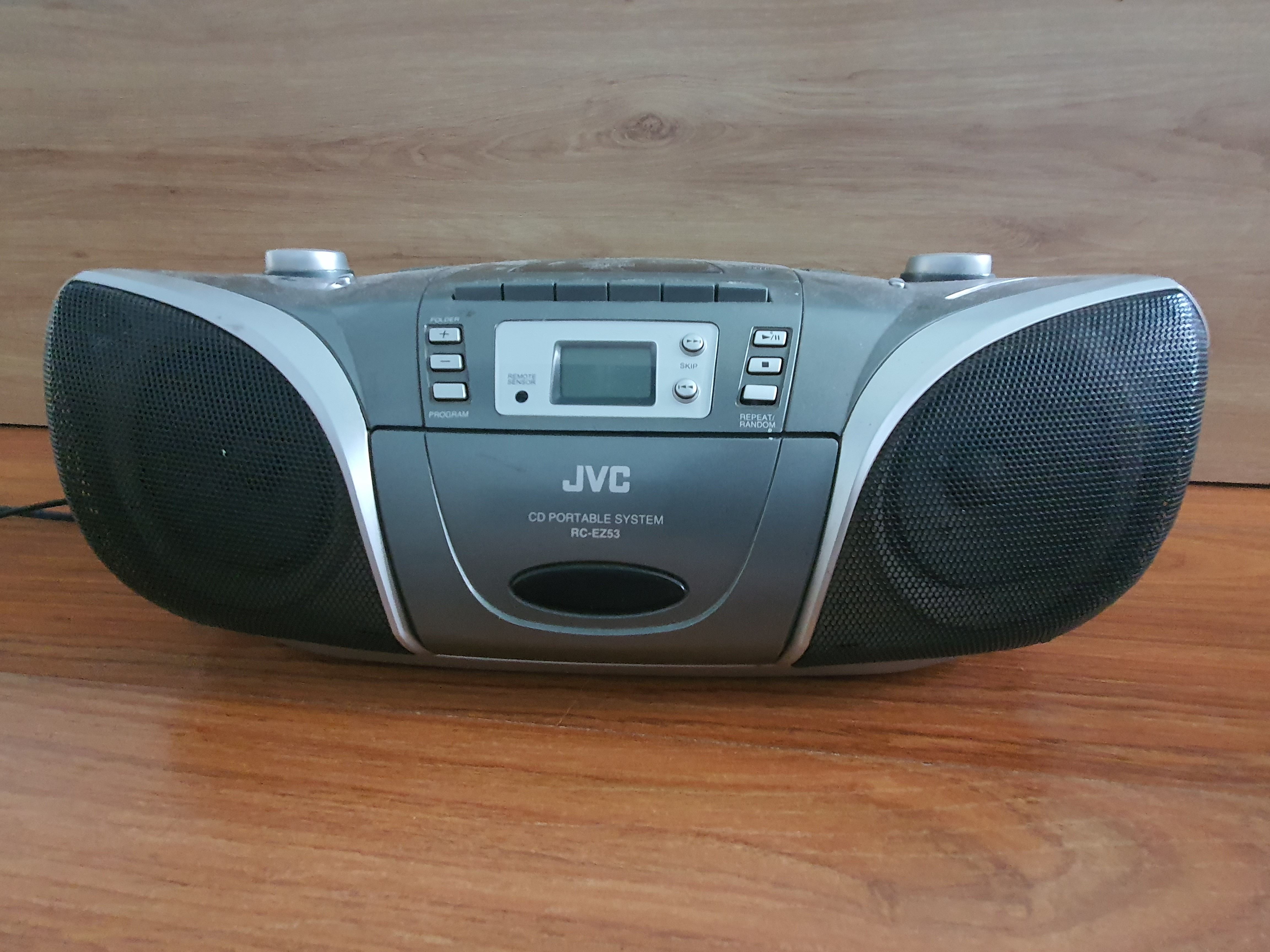
Бумбокс JVC RC-EZ53 с кассетоприемником и CD-плеером

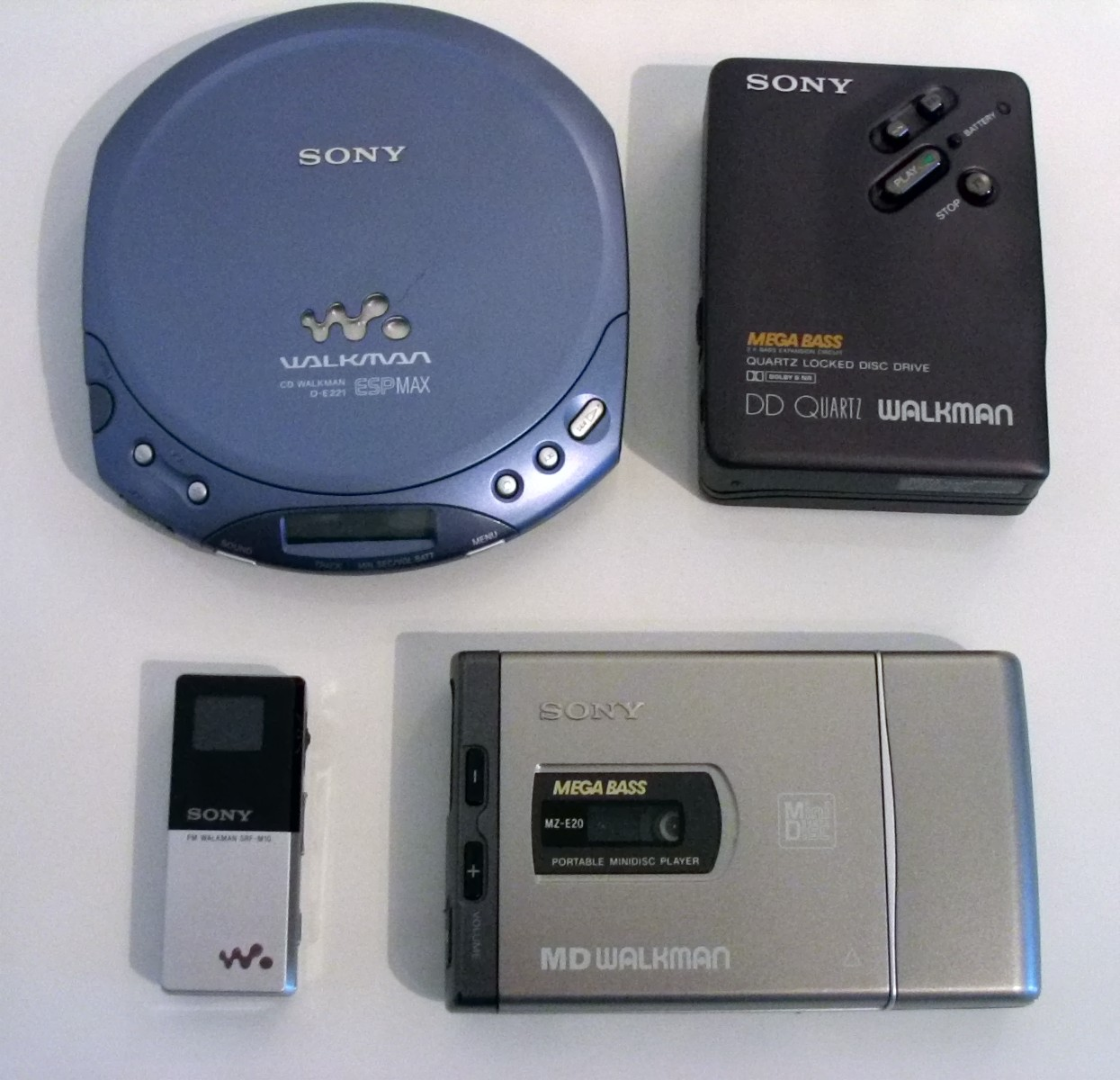
Плееры «переходного периода» (от аналога к цифре): CD-плеер, кассетный плеер, FM-плеер, MD-плеер от Sony Walkman

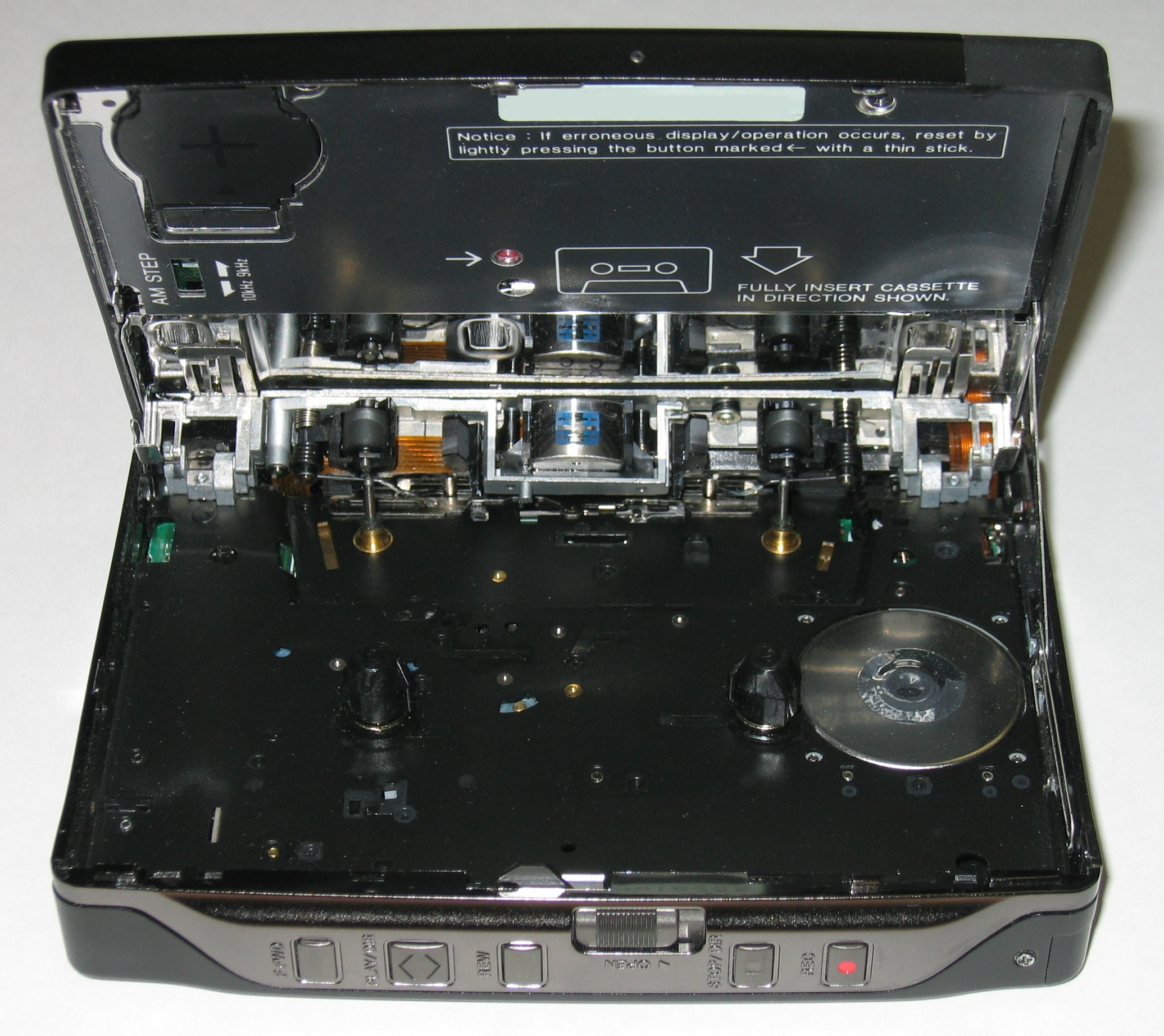
Реверсивный лентопротяжный механизм записывающего компактного аудиплеера Aiwa HS-JX 810

Массовый рост кассетной индустрии пришёлся на период между 1975 и 1985 годами, когда появились одновременно три локомотива технологии: качественные стационарные магнитофоны («деки»), переносные «бумбоксы» и компактные «персональные» плееры.
- В 1973 на рынок серьёзной кассетной техники вышла японская фирма Nakamichi, флагманские модели которой задали стандарт отрасли в целом и к 1980 году достигли теоретического потолка по измеримым параметрам и субъективному качеству звука. Разрыв в качестве звучания между механической грамзаписью и компакт-кассетой сократился до уровня, удовлетворяющего абсолютное большинство слушателей. Хотя цена такой техники была недоступна массовому потребителю, она задала направление для отрасли в целом, и уже к 1985—1988 годам производители массовых марок (Sony, Yamaha, Akai и т. п.) подошли вплотную к лидеру, во много раз понизив цены на качественные деки.
- На 1980—1982 годы пришёлся расцвет выпуска портативных стереомагнитол-«бумбоксов». Традиционные японские поставщики (Sharp, Hitachi и др.), занявшие своё место на рынке в конце 1970-х, столкнулись с продукцией тайваньских мануфактур, продаваемых под «американскими» или «европейскими» марками. В течение непродолжительного времени, пока снижение цен не вывело из борьбы «старых» поставщиков, японские «бумбоксы» доставались покупателям вдвое-втрое дешевле, чем в конце 1970-х. Бум субкультуры хип-хопа поддержал этот рынок и в последующие годы.
- Наконец, в 1979 году был выпущен первый коммерчески успешный аудиокассетный плеер — Sony Walkman[19][24].

Всё это, в первую очередь персональные плееры, резко увеличило популярность кассет. На место «старых» поставщиков кассет (BASF, 3M и пр.) пришли агрессивные конкуренты, специализировавшиеся почти исключительно на магнитных носителях — Maxell и TDK, захватившие в 1980-х годах средний и верхний ценовой сегменты рынка. Продажи как чистых, так и предварительно записанных кассет увеличивались вплоть до 1990-х годов. Новинки поп-музыки выпускались на аудиокассетах до появления цифровых плееров в 2000-х.
В СССР высококачественная звукозапись на кассетах оставалась малодоступным товаром до 1979 года. Стереофонические кассетные магнитофоны выпускались с 1972 года, но большинство их относилось к II и III классу, а качество отечественных кассет, как чистых, так и с записью, было невысоким. Импортные же кассеты и магнитофоны можно было купить только в магазинах Внешпосылторга и комиссионных по ценам, недоступным большинству граждан.
После проведения (по другим данным — во время подготовки) Московской Олимпиады 1980 года правительство впервые организовало массовый завоз в торговлю «обычных» (тип I) качественных кассет японского и западногерманского производства. В первой половине 1980-х годов кассеты типа C60 и C90 — BASF LH-E I, JVC Dynarec F1, TDK (D, AD), Denon DX1, Sony (CHF, позже EF), Agfa FeI, Maxell LN — продавались по госцене 8 рублей за 60-минутную и 9 рублей за 90-минутную (при ценах в США от 2 до 4 долларов в розницу, официальный курс доллара в СССР составлял в то время 60—80 копеек за доллар). До того спекулянты торговали такими кассетами по 20-30 рублей. Для сравнения — 60-минутная кассета советского производства тип I (МК-60-1, МК-60-2) стоила тогда 4 рубля, а Тип II (МК-60-4) — 6 рублей. По одной из версий, импортные кассеты первоначально закупила Польша, в которой из-за забастовок в поддержку профсоюза «Солидарность» наступил экономический и политический кризис, и польское правительство не могло исполнить обязательства по контрактам. Поэтому польские долги в рамках СЭВ оплатил СССР, взамен советские граждане получили массовый доступ к легальным иностранным товарам, не переплачивая фарцовщикам.
Аудиокассеты стали популярными и в развивающихся странах. Одним из самых известных примеров использования кассет в политических целях является распространение проповедей аятоллы Хомейни в Иране на аудиокассетах до исламской революции — на кассетах содержались призывы свергнуть шаха.
В 1970-х годах в Индии в результате развития кассетной индустрии наблюдался бум поп-музыки. Это вызвало критику со стороны компаний, представлявших интересы певцов, так как было выпущено огромное количество пиратских кассет. Данная ситуация подвергалась критике и со стороны религиозных деятелей страны — имело место, по их мнению, нежелательное светское влияние на молодёжь.

### Спад кассетной индустрии
Кассеты с записью

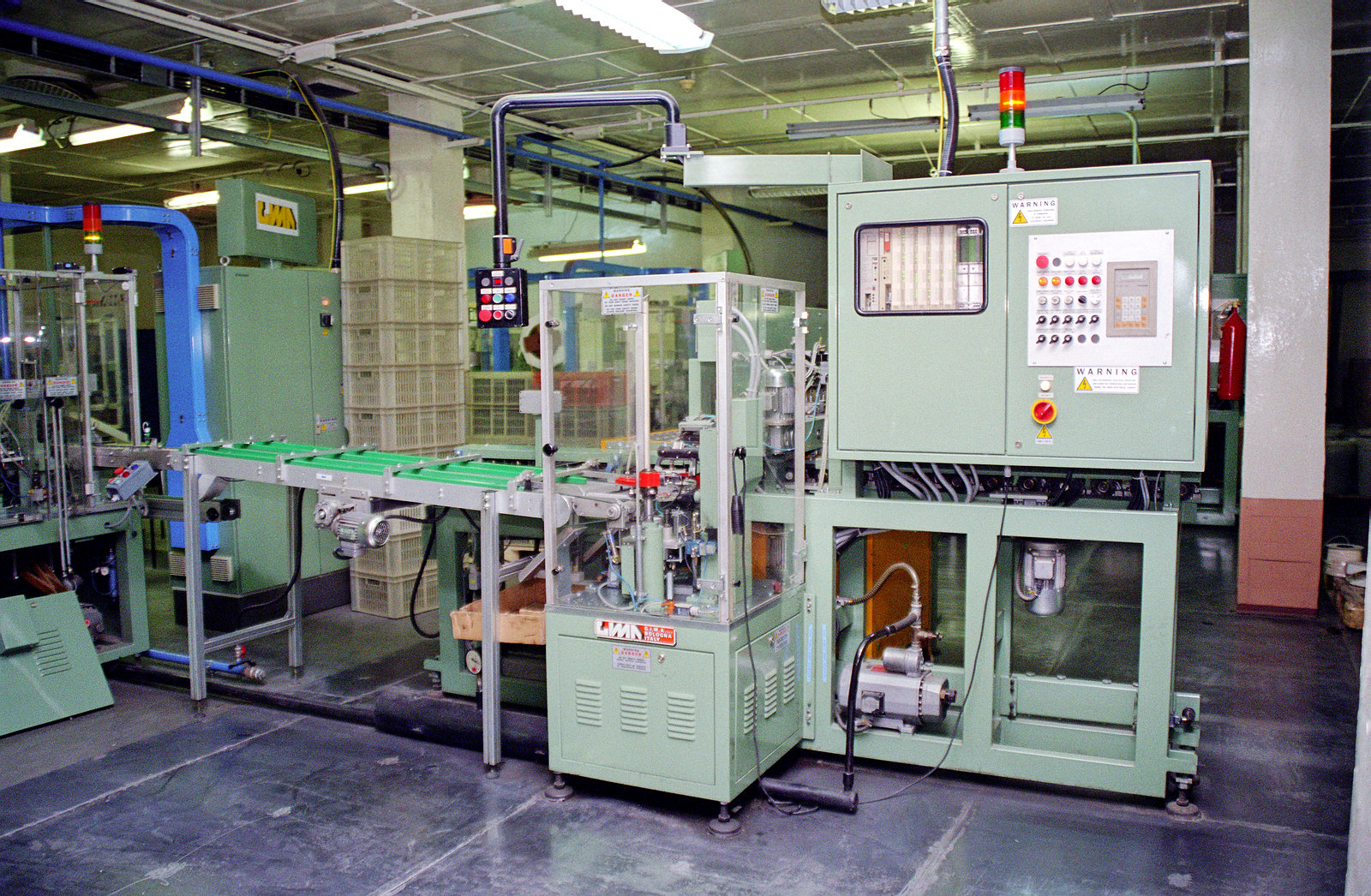
Поточная линия по сборке аудиокассет

В западных странах рынок аудиокассет достиг своего пика в конце 1980-х годов. Спад продаж, вначале измерявшийся процентами в год, начался около 1990 года (при том, что в 1990—1991 годы кассеты продавались пока ещё шире, чем CD). Продажи кассет, стабилизировавшиеся на рынке Северной Америки в 1991—1994 годы на уровне около 350 млн ед. в год, рухнули на этом рынке в 1996—2000 годах, и к 2001 году доля кассет в общей продаже музыкальной продукции составила всего 4 %. При этом средняя цена кассеты с записью оставалась неизменной (около 8 долл.), тогда как средняя цена компакт-диска в 1990—2000 выросла с 12 до 14 долларов.
Продажи кассет с записью в Северной Америке, в миллионах
| Год                    | 1990 | 1991 | 1992 | 1993 | 1994 | 1995 | 1996 | 1997 | 1998 | 1999 | 2000 | 2001 | .... | 2012 |
| ---------------------- | ---- | ---- | ---- | ---- | ---- | ---- | ---- | ---- | ---- | ---- | ---- | ---- | ---- | ---- |
| Продажи кассет         | 442  | 360  | 366  | 349  | 345  | 272  | 225  | 173  | 159  | 124  | 76   | 46   | ..   | 13   |
| Продажи компакт-дисков | 287  | 333  | 408  | 495  | 662  | 723  | 779  | 753  | 847  | 939  | 943  | 907  | ...  | 118  |

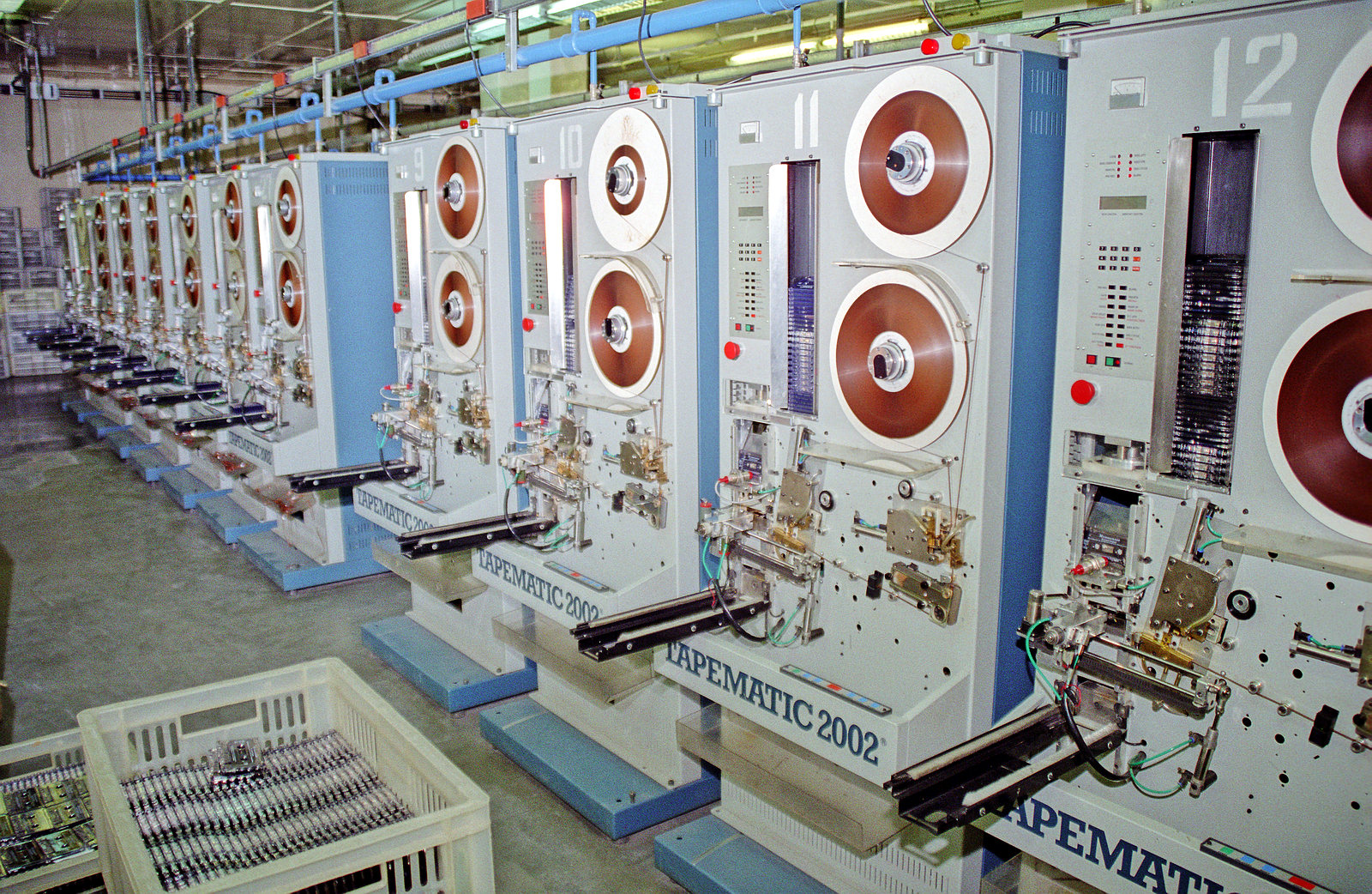
Станки для записи и намотки плёнки

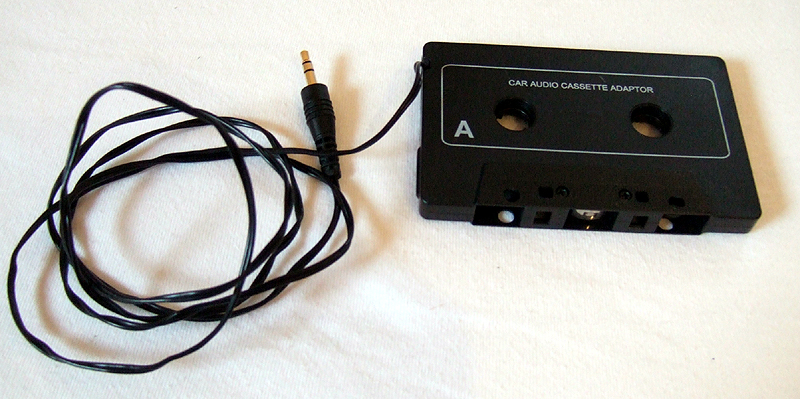
Адаптер для воспроизведения звука на магнитофонах и автомагнитолах с компактных CD-плееров, MP3-плееров на заре появления таких устройств. Вместо ленты — внутри — микросхемы и электромагнит, имитирующий для магнитной головки при воспроизведении магнитное поле как от ленты. Появлению подобных адаптеров способствовало то, что, с одной стороны, полноценные цифровые проигрыватели стоили дорого, с другой — компактные переносные цифровые плееры снабжались в основном аудиовыходами без колонок. Также выпускались адаптеры-кассеты со встроенными FM-радио

На других рынках вытеснение компакт-кассет новыми носителями в конце 1990-х не было столь быстрым — мировые продажи 2000 года составили около 800 млн ед. (то есть рынок Северной Америки составил менее 10 % мирового). Применение аудиокассет в начале 2000-х становится более прикладным: на кассетах записываются церковные книги, аудиокниги. Несмотря на предложения аудиокниг и на компакт-дисках, обычно предлагаются аудиокниги и на кассетах — цена их ниже, кроме того, вместительность таких книг выше (120 минут против 80).
В постсоветских странах «период расцвета» кассетной индустрии пришёлся на середину и вторую половину 1990-х, при этом основной популярностью пользовались неофициальные (пиратские) издания. Новая волна качественных кассет пришлась на 1999—2005 годы. Позже аудиокассеты с записью музыки выпускались все меньшими партиями, одни из последних записей датированы 2006—2007 годами. Некоторые студии делали релизы на кассетах вплоть до 2010 года.
Большой проблемой аудиокассет с записью, так же, как и компакт-дисков, стало повсеместное распространение передачи звуковых файлов через интернет и карманных цифровых аудиопроигрывателей, включая смартфоны. Это поставило на грань выживания всех продавцов уже готовой аудиопродукции.
Чистые кассеты
По данным Университета Калифорнии (Беркли), между 2000 и 2003 годами продажи чистых кассет сократились на 30 %, с 184 до 128 млн единиц (то есть выпуск чистых кассет в несколько раз меньше, чем выпуск кассет с записью). При этом с рынка исчезли качественные ленты типа Metal, а ленты типа CrO2 остались только в каталоге TDK (при этом выпускающиеся ленты уступают в объективных показателях и качестве звука лучшим лентам этого типа 1980-х годов). На рынок РФ поставляются только ленты типа Normal.
Возможности для распространения аудиокассет сохраняются. Длительное время аудиокассеты использовались в автомобилях — магнитофоны, в отличие от ранних моделей CD-плееров, устойчивы к сотрясениям, однако с появлением буферизованных плееров в конце 1990-х годов и это преимущество оказалось несущественным.
В 2002 году Imation получил грант в размере 11,9 миллиона долларов США от Национального Института стандартов и технологий для проведения научных исследований в увеличении потенциала и возможностей магнитной плёнки.
Резкое снижение спроса и производства аудиокассет, записи на них альбомов и выпуск устройств, воспроизводящих их, в конце 1990-х годов — начале 2000-х годов связано прежде всего с доступностью цифровых технологии и упрощением копирования, передачи, хранения и воспроизведения такой аудиоинформации.

### Повышение популярности аудиокассет в XXI веке

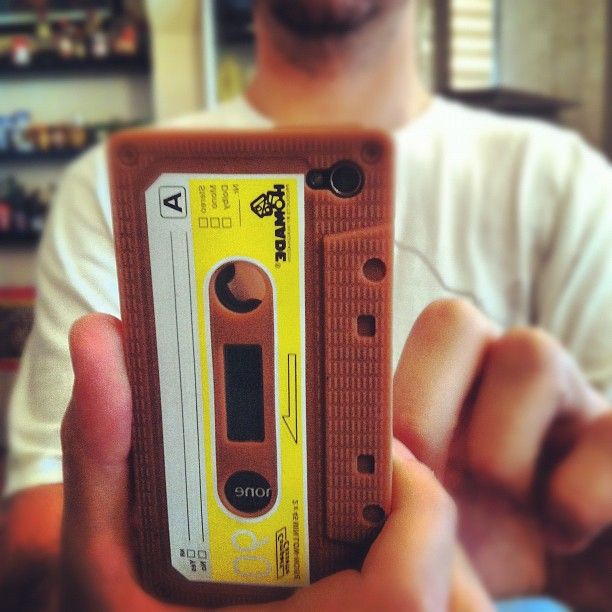
Резиновый защитный чехол-накладка для смартфона, стилизованный под компакт-кассету

В 2010-е годы на компакт-кассеты, как и на грампластинки, наблюдается некоторый всплеск популярности и роста спроса и на аудиокассеты.
Так, отмечается нарастающая популярность компакт-кассет у американских независимых исполнителей, работающих в жанрах lo-fi, панк-рок и хеви-метал, которых привлекает в частности то, что производство компакт-кассет с записью обходится в современных условиях в десять раз дешевле грампластинок (без учёта затрат на печать конвертов). Группы часто прикладывают к аудиокассетам код для скачивания той же записи в цифровом формате.
На аудиокассетах переиздаются как ранее выпущенные на кассетах альбомы, так и те альбомы, которые до этого не выпускались на аудиокассетах, также записываются и вновь выпускаемые альбомы. Для примера, в 2017 году на международном мероприятии Cassette Store Day были презентованы записи на аудиокассетах около 300 групп и рекорд-лейблов (при этом, по состоянию на 2013 год насчитывается более 450 лейблов, всё ещё продающих записи на аудиокассетах).
Следует также заметить, что несмотря на не самое выдающееся качество звучания, всё-таки звук, записанный на магнитной ленте кассеты, лишён дискретности оцифрованного звука — естественно, при условии студийной записи или записи с виниловой пластинки.
Нередко также компакт-кассета приобретается в качестве ностальгического артефакта от любимой группы.
По состоянию на 2010 год качественные аудиокассеты можно купить в основном на вторичном рынке, при этом цена нераспечатанных экземпляров «эпохи расцвета Hi-Fi» (1980-е) может достигать 400 р за редкие кассеты типа I и 3000 р за кассеты Sony «Super Metal Master» типа IV. Цена на новые чистые кассеты (первичный рынок) типа I также выросла, и в настоящее время составляет 30-60 рублей за единицу. Аналогичный спрос существует на сами кассетные магнитофоны («бумбоксы» 1980-х и топовые Hi-Fi деки тех же лет), стоимость которых в хорошем состоянии, порой, может превышать стоимость новых в момент их выпуска.
Вероятно, что более-менее постоянный спрос на территории бывшего СССР обеспечивают ностальгирующие покупатели, во времена юности которых подобная техника была фактически недоступна по финансовым и политическим причинам. Например, стоимость деки Nakamichi в 1980-е годы равнялась (а иногда и превышала) стоимости автомобиля ВАЗ.
До 2018 года все остальные производители используют старые запасы магнитной ленты, произведённой ещё в начале 2000-х годов.
В 2018 году французская компания Mulann начинает производство аудиокассет и новой ленты Fox C60 Type I под брендом Recording The Masters, используя химические формулы BASF и AGFA. Стоимость одной аудиокассеты на день начала продаж в Европе составила 3,49 евро.
В первом полугодии 2019 года, по сравнению с тем же периодом 2018 года, продажи кассет в Британии выросли почти вдвое; хотя в абсолютных значениях они и не превысили 35 тыс. экземпляров, то есть всего 0,2 % всех проданных альбомов.
С 2022 года спрос на кассеты в мире растёт на 20 % в год. Единственный в Европе производитель аудиокассет французская компания RTM Industries, заметив рост спроса на кассеты, увеличила объём выпускаемой продукции. В апреле 2024 года фабрика RTM Industries производила 1500 кассет в день и в последующие месяцы компания планировала увеличить производительность вдвое. RTM Industries выпускает кассеты с магнитофонными лентами типов SM900, SM911, LPR35 и LPR90; они могут хранить данные в течение нескольких десятилетий.
Всего же в мире к 2024 году кассеты выпускают лишь три производителя. К этому времени себестоимость аудиокассеты составляла 2,8 долл.

## Форматы-конкуренты

### DC International

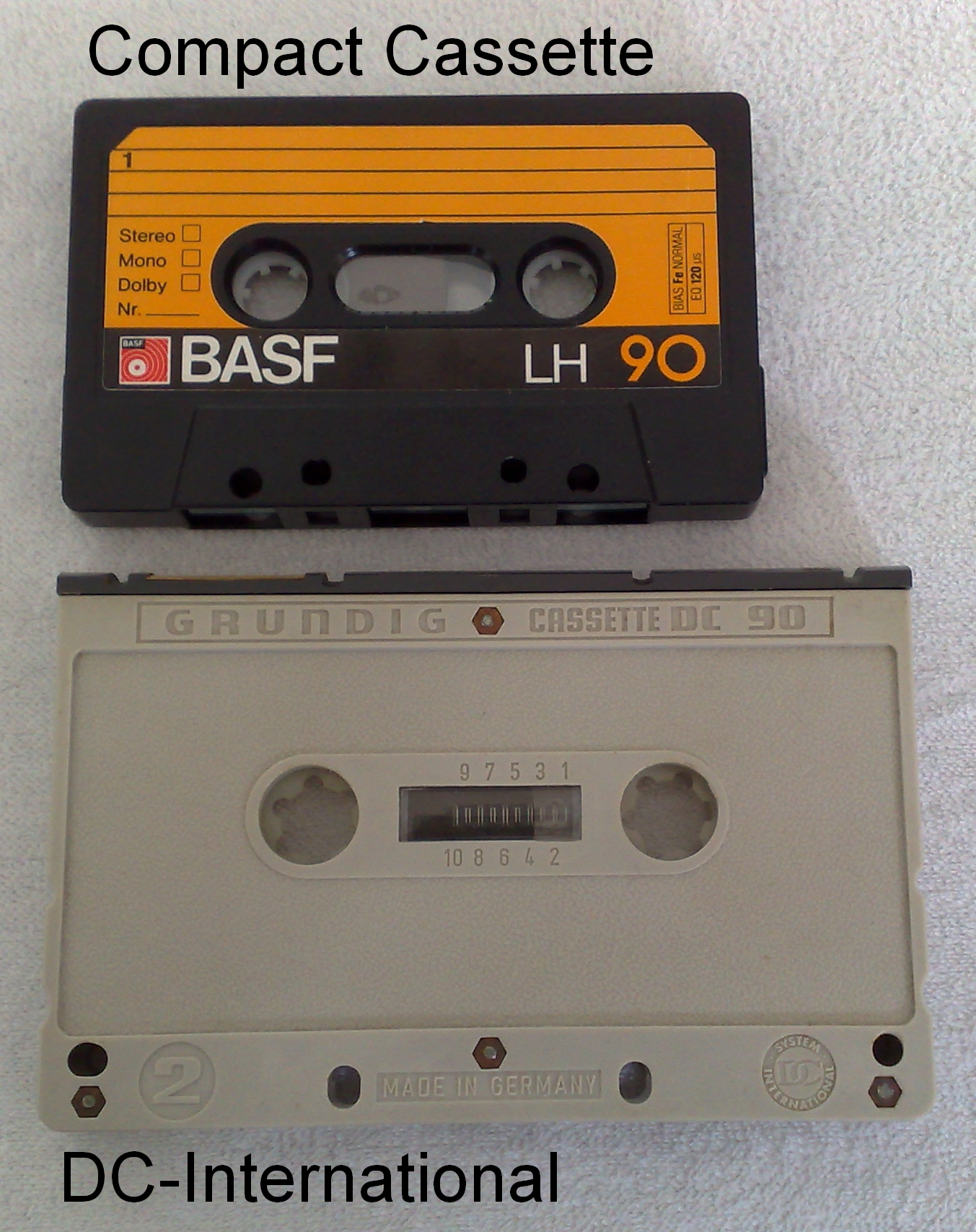
Кассета DC International (снизу)

В 1965 году фирма Grundig выпустила на рынок очень похожую кассету DC International и магнитофоны под неё. Кассета имела размеры 120×73×12 мм, скорость движения ленты — 5,08 см/с. Конкуренции с компакт-кассетой этот формат не выдержал и через несколько лет сошёл со сцены.

### Качественная звукозапись: Elcaset, DAT, DCC, Minidisc

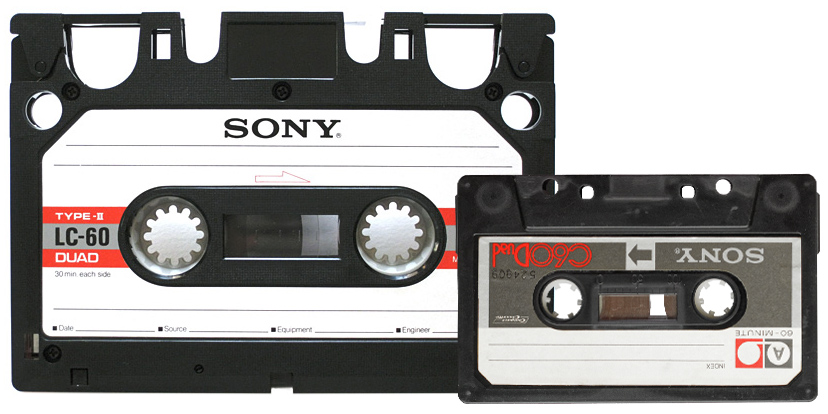
Сравнение размеров Elcaset (чёрная) и обычной кассеты (серая)

В 1976 году Sony выпустила на рынок формат Elcaset — относительно большие кассеты со скоростью протяжки 9,53 см/c и стационарные магнитофоны высокого по тем временам класса. Рынок оказался верен компакт-кассете, и уже в 1979 году Sony оказалась вынуждена свернуть программу Elcaset. Нераспроданная аппаратура и запасы кассет были реализованы в основном в Финляндии.
В 1987 году компаниями Sony и Philips представлен цифровой формат звукозаписи
DAT (англ. Digital audio tape) на кассету 73 мм × 54 мм × 10,5 мм. DAT задумывался как потребительский звуковой формат в качестве альтернативы компакт-кассеты, но не получил такого же массового распространения. Однако, формат нашёл широкую поддержку среди профессионалов — за компактность, высокое качество звучания, удобные функции управления, возможность редактирования уже записанного материала, а также из-за сравнительно невысокой стоимости оборудования и носителей.
На закате аналоговых технологий та же Sony выпустила цифровой формат звукозаписи — MiniDisc (1992), а Philips в том же году вывел на рынок цифровую кассету Digital Compact Cassette (магнитофоны DCC были совместимы с обычными компакт-кассетами). DCC провалился столь же быстро, как и Elcaset, и был снят с производства в 1995—1996 годах. MiniDisc продержался дольше, до прихода карманных проигрывателей аудиофайлов в середине 2000-х годов.

### Диктофонные форматы

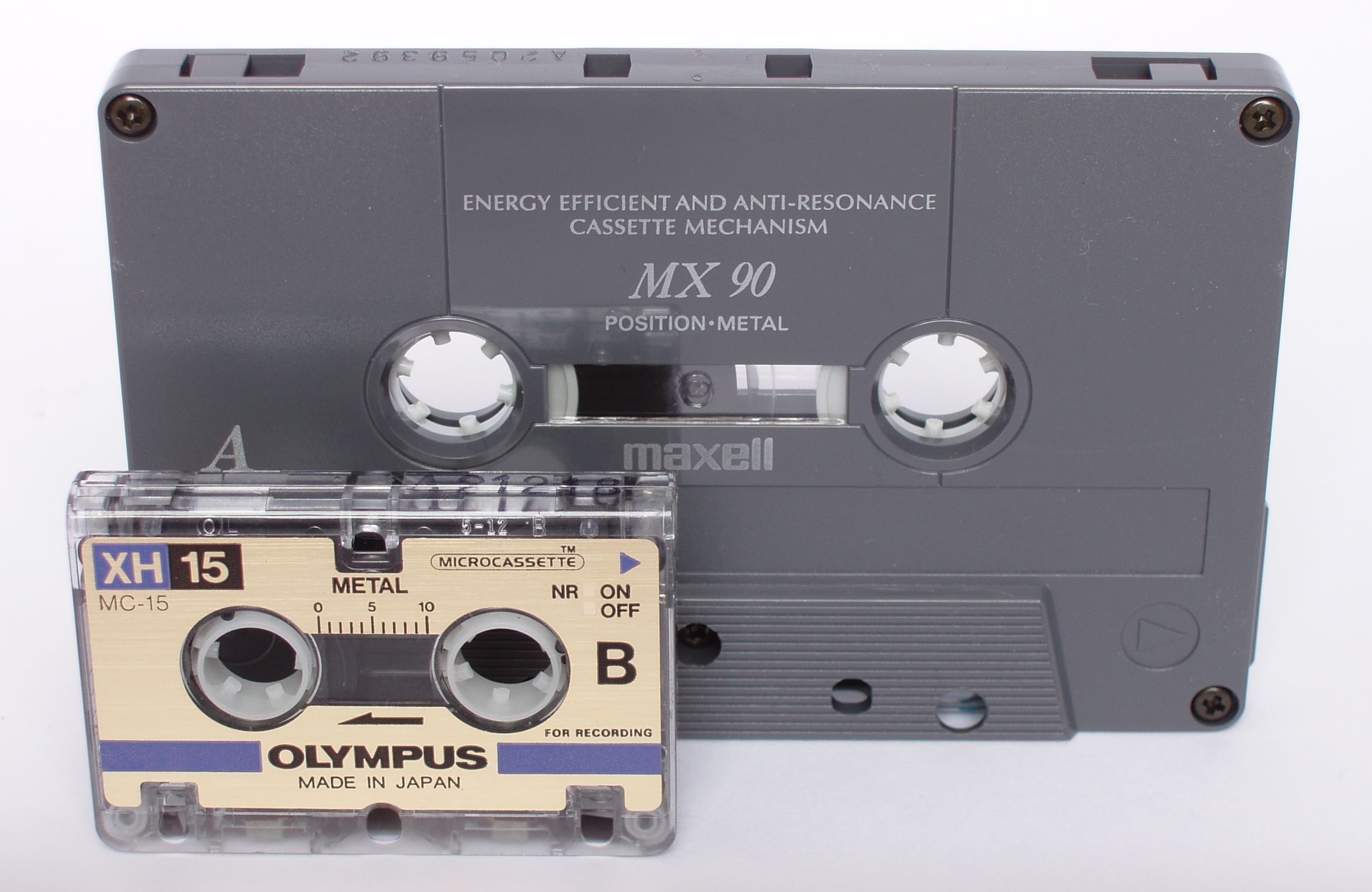
Сравнение размеров обычной и микрокассеты

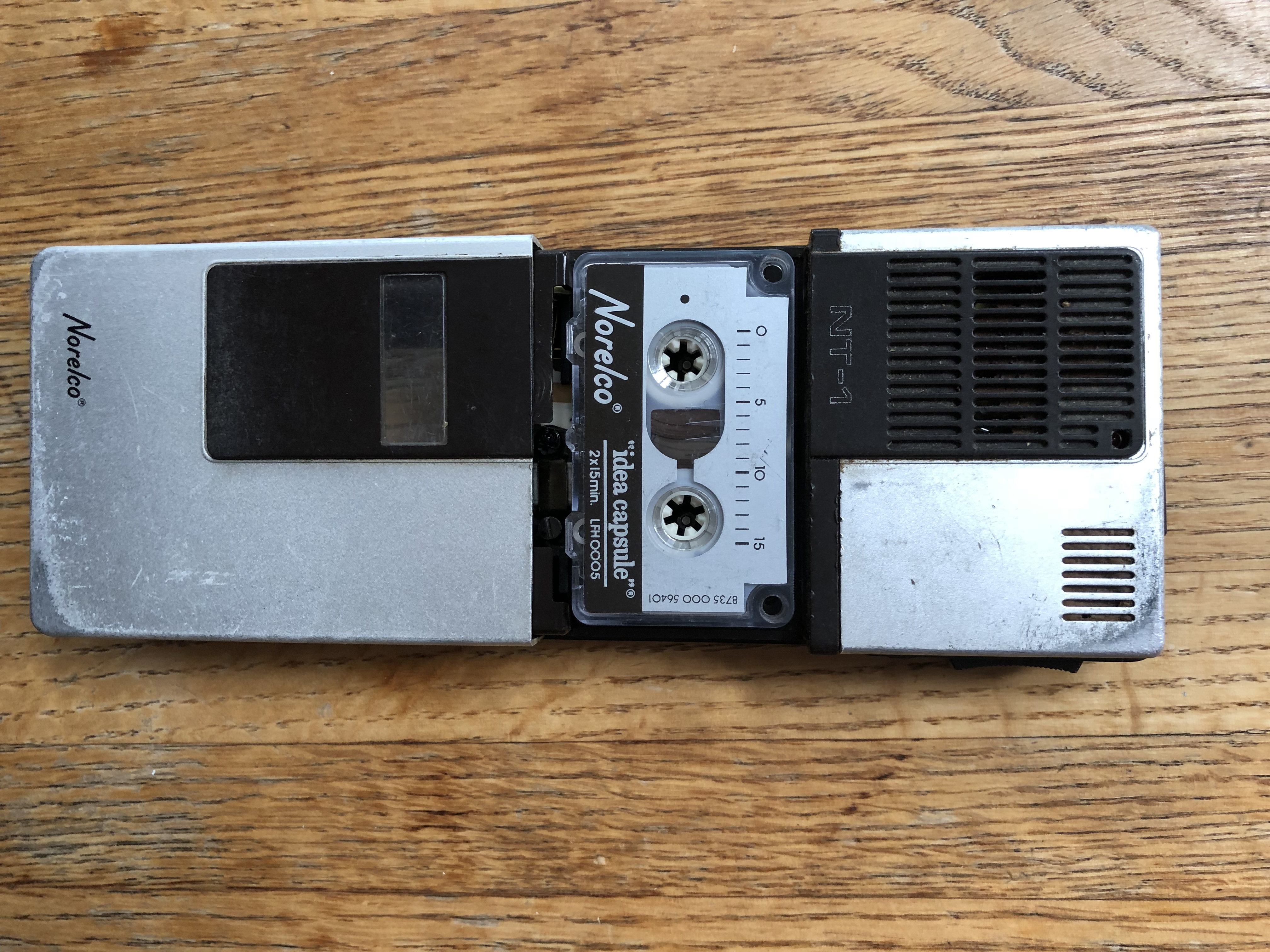
Диктофон фирмы Norelco под микрокассету

Формат микрокассеты, имеющей габариты 50 × 33 × 7 мм, был разработан Olympus в 1969 году исключительно для диктофонов и автоответчиков, хотя впоследствии под них пытались выпускать магнитофоны для достаточно высококачественного звуковоспроизведения, переносные стереомагнитолы и даже настольные магнитофоны-приставки. Полоса воспроизводимых частот у таких аппаратов на металлопорошковой ленте достигала 50-10 000 Гц а отношение сигнал/шум достигало 48-50 дБ (для сравнения: у видеомагнитофонов VHS на лентах с рабочим слоем из кобальтированного железа или диоксида хрома полоса частот линейной звуковой дорожки при скорости 2,339 см/с была до 80-8000 Гц, а отношение сигнал/шум не превосходило 45 дБ). Внешне похожие на компакт-кассеты, они имеют и существенные конструктивные отличия, кроме размеров. Прежде всего, ведущий вал магнитофона в этом формате располагается между головками, напротив среднего окна, а не крайнего. Цена микрокассет всегда была выше, чем массовых кассет типа I (в основном, из-за гораздо меньших объёмов производства). В СССР была разработана микрокассетная магнитола «Гном», которая так и осталась опытным образцом.
Различия микрокассет и компакт-кассет:
- очень медленные скорости протяжки: 2,38 и 1,19 см/с;
- среднее окно предназначено для тонвала и прижимного ролика, по его сторонам — окна для стирающей и универсальной головок (сквозной канал в этих устройствах даже не планировался);
- в микрокассете двойной набор прижимных пружин и подушечек;
- направление рабочего хода ленты в микрокассете обратное общепринятому (бобышки вращаются по часовой стрелке, лента движется справа налево);
- в микрокассете может не быть ракорда;
- в микрокассетах применялись ленты только на основе оксида железа и металлопорошковые. Ленты на основе диоксида хрома не применялись;
- микрокассеты имеют продолжительность звучания, как правило, 2х15, 2х30 и крайне редко 2х45 минут при скорости воспроизведения 2,38 см/c.

Вскоре после выхода на рынок микрокассет были анонсированы так называемые пикокассеты, имеющие ровно в два раза меньший размер, однако большого распространения они не получили. Аналогичная разработка Philips, миникассета (1967), оказалась нежизнеспособной. Это единственная кассета, в которой протяжка ленты обеспечивалась без тонвала — исключительно за счёт принимающей бобышки, то есть скорость ленты при рабочем ходе неравномерная.
Более живучим оказался формат Steno-Cassette (Grundig, 1971 г.), продававшийся по крайней мере до 2008 года. Эти кассеты несколько больше микрокассет и имеют встроенный механический указатель расхода ленты.

## Особенности кассетных магнитофонов

### Стационарные магнитофоны

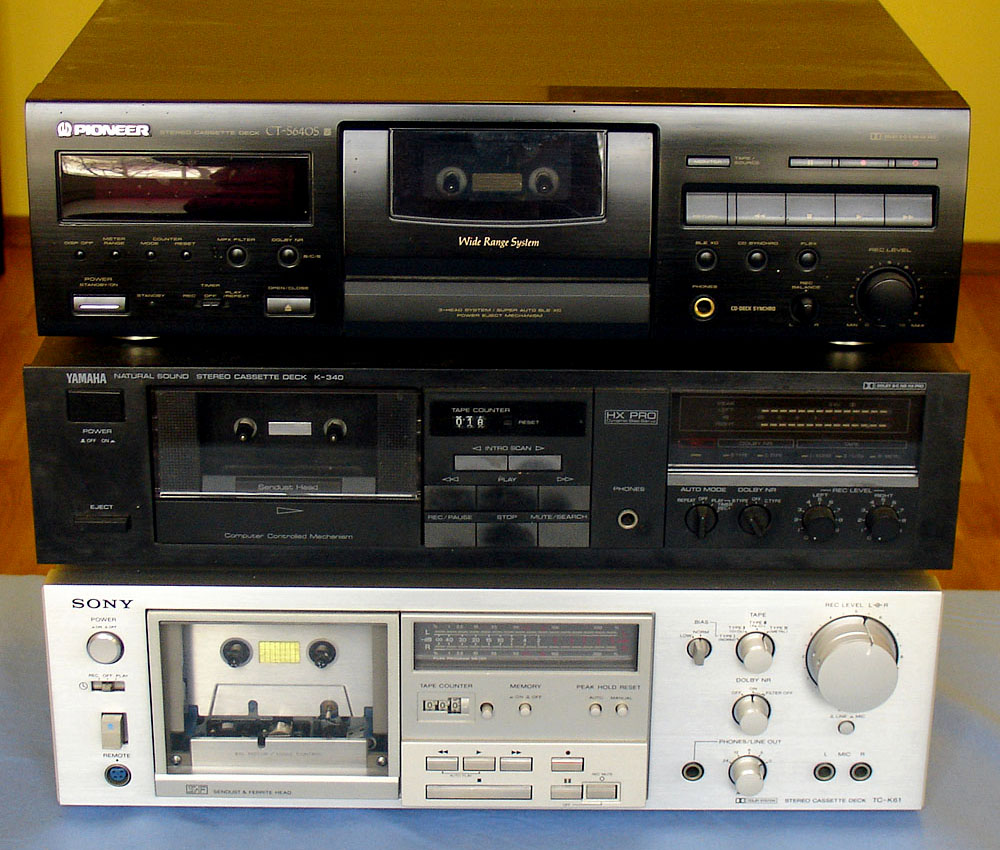
Три поколения недорогих стационарных магнитофонов (как на фото):
• Pioneer CT640, 1996
• Yamaha K-340, 1987
• Sony TC-K61, 1980
У Sony 1980 года — только Dolby B.
B Yamaha 1987 года появляется Dolby C и динамическое подмагничивание.
Pioneer 1990-х имеет полностью автоматическую подстройку тока подмагничивания, номинального уровня записи и частотной коррекции под используемую ленту

Миниатюризация носителя и снижение скорости протяжки ленты до 4,76 см/c (ранее считавшейся пригодной только для записи речи) обусловили техническое несовершенство ранних кассетных магнитофонов — детонацию звука, неприемлемо узкий частотный диапазон и высокий уровень шумов, сужавший динамический диапазон до 40-46 дБ. Если первые два недостатка могли быть (и были) исправлены последовательным совершенствованием лентопротяжного механизма, магнитных лент и головок, то решение проблемы шума (и расширения динамического диапазона вообще) потребовало неординарных технических решений, существенно изменивших схемотехнику кассетных магнитофонов (по сравнению с катушечными). При этом пути качественной стационарной техники, использовавшей эти новинки, и массовых переносных кассетников, разошлись, вплоть до несовместимости форматов.

#### Шумоподавление
Относительно высокий уровень шумов ленты с самого начала был главной проблемой компакт-кассеты. Из-за малой ширины дорожки сигнал, снимаемый с воспроизводящей головки, намного слабее, чем в магнитофонах под более широкую ленту, поэтому отношение сигнал/шум в тракте воспроизведения получается хуже. На малой скорости ленты (4,76 см/с против 9,53 см/с и более в катушечных системах) спектр собственных шумов ленты смещается в область более низких частот и становится намного заметнее при воспроизведении. Борьба с шумами в кассетных магнитофонах велась в двух направлениях: совершенствование магнитных лент и разработка систем обработки сигнала, позволяющих ослабить шумы при воспроизведении.
В 1968 году Рэй Долби вывел на бытовой рынок однополосную компандерную систему шумоподавления Dolby B, работавшую в единственной полосе частот (выше 1 кГц) и снижавшей порог шумов в этой полосе в пределах 10 дБ (максимум на частоте 5 кГц). Интересно, что первым лицензиатом Dolby B была KLH — производитель катушечных магнитофонов. Рэй Долби, полагая, что потенциал компакт-кассеты достаточен для серьёзной записи музыки, сумел «продать» эту идею, а вместе с ней и лицензию на свой патент, наиболее значимым производителям бытовой электроники, начиная с Nakamichi (1970; в США изделия Nakamichi продавались под местными марками Advent, Harman/Kardon, Fisher).
В 1973 году Dolby и Signetics «упаковали» Dolby B в микросхему, и, благодаря грамотной лицензионной политике, к концу 1970-х годов система Dolby B стала общепризнанным решением в стационарных магнитофонах.
В первой половине 1980-х годов её место заняла более совершенная система Dolby C, обеспечивавшая до 20 дБ шумоподавления.
Более простую систему шумопонижения предложила в 1971 году компания Philips. Принцип действия DNL (англ. Dynamic Noise Limiter — динамический ограничитель шумов) основывался на том факте, что при малых уровнях музыкального сигнала можно без особого ущерба для восприятия уменьшить усиление на верхних частотах, где и сосредоточены самые заметные шумы. При сильном же сигнале шум ленты становится малозаметен на его фоне. DNL представляет собой фильтр нижних частот, частота среза которого автоматически уменьшается, когда уровень высокочастотных составляющих в воспроизводимом сигнале становится ниже определённого порога. DNL и подобные несложные устройства (советская СШП «Маяк» и др.) часто встраивали в тракт воспроизведения магнитофонов невысокого класса. Это пока единственная СШП, для корректной работы которой не требуется обработка сигнала (внесение предыскажений) при записи, что позволяло не только применять её к записям, сделанным ранее или в другом месте, но и также относительно просто оснащать имеющуюся технику данной системой при её отсутствии.

#### Подстройка под ленту
Системы шумоподавления дают приемлемый результат только тогда, когда магнитофон настроен на конкретную магнитную ленту. Неточное соответствие параметров ленты и настроек магнитофона (ток подмагничивания, номинальный уровень записи) приводит не только к ухудшению равномерности частотной характеристики магнитофона, но и к характерным нелинейным эффектам — модуляции АЧХ уровнем сигнала. Поэтому модели верхнего (а с середины 1980-х — и среднего) уровня имели возможность оперативной подстройки (калибровки) магнитофона под ленту с помощью генераторов образцового сигнала. Как минимум, регулировался ток подмагничивания; в моделях верхнего уровня — коэффициент усиления («ноль» системы Dolby) и угол установки головок.

#### Сквозной канал
Наличие сквозного канала, то есть возможность во время записи тут же воспроизводить с ленты записываемый сигнал, всегда считалось признаком высококлассного магнитофона. Для этого необходимы отдельные головки для записи и воспроизведения и отдельные усилители записи и воспроизведения. В аппаратах низшего и среднего класса ради удешевления конструкции обычно применяли компромиссное решение: универсальный тракт записи-воспроизведения с одним усилителем и одной универсальной головкой.
Конструкция компакт-кассеты изначально рассчитывалась на работу с двумя головками (стирающей и универсальной), и построение кассетного магнитофона со сквозным каналом вызывало затруднения — для третьей головки просто не было свободного окна в кассете. Тем не менее, к 1980-м годам удалось объединить головки записи и воспроизведения в единый блок с габаритами обычной универсальной головки, и выпустить кассетные магнитофоны со сквозным каналом.
Сквозной канал позволил не только оптимизировать конструкции головок и усилителей под особенности их использования, но и упростить и автоматизировать процедуру подстройки тракта под конкретную ленту. Позже, в 1990-е годы, удешевление микропроцессоров позволило реализовать подстройку и в двухголовочных магнитофонах за счёт двукратной протяжки участка ленты: вначале — в режиме записи тестового сигнала, а затем — его анализа при воспроизведении.

### «Портастудии»
Особый род недорогих магнитофонов, производимых до сих пор (конец 2007 года) под марками Tascam, Yamaha и Fostex — четырёхдорожечные (иногда восьмидорожечные) «портастудии» с микшером (обычно на 4 входа) предназначены для демозаписи живой музыки. В моделях Tascam Portastudio применяется удвоенная скорость записи (9,53 см/c) на стандартные кассеты Тип II с шумоподавлением dbx; так как для записи четырёх дорожек используется вся ширина ленты, то время записи на 90-минутную кассету ограничено 22 минутами (использование 120-минутных кассет на скорости 9,53 см/c запрещено, так как лента в них слишком тонкая). При отношении сигнал-шум в 85 дБ частотная полоса, несмотря на высокую скорость ленты, принудительно ограничена 10 кГц. Кассеты, записанные на таком аппарате, несовместимы с обычной кассетной техникой — демо-копии следует сводить на обычные стереомагнитофоны.

## Кассета как носитель цифровой информации

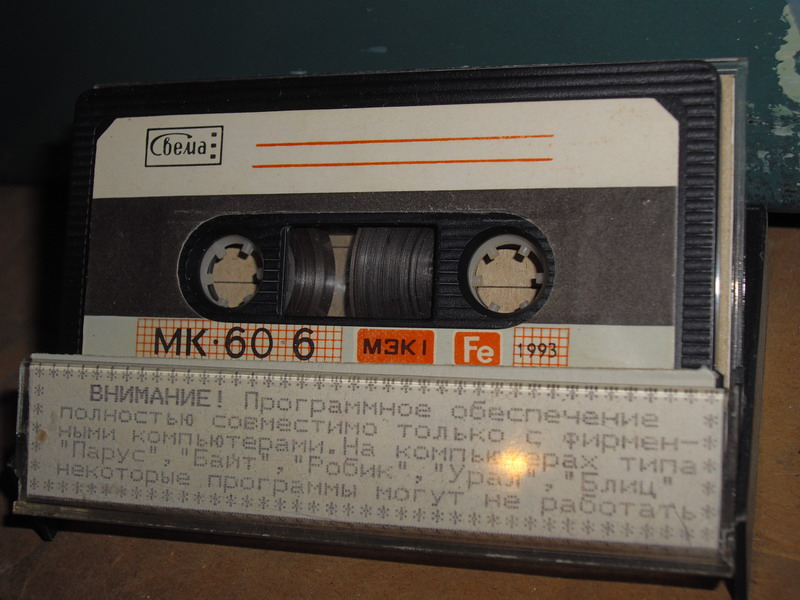
Кассета «Свема» с записями игр для «ZX-Spectrum»

В ноябре 1975 года 18 экспертов собрались в Канзас-Сити по инициативе журнала Byte для решения проблемы недорогого носителя информации для микрокомпьютеров. Приводы для гибких дисков в те годы были запредельно дороги; совещание в Канзас-Сити решило, что наиболее удобной альтернативой станет запись на компакт-кассетах. Появившийся в результате встречи проект стандарта — Kansas City standard (KCS), был опубликован в журнале Byte в феврале 1976 года. KCS использовал частотное кодирование. Логическому нулю соответствовали 4 периода колебаний с частотой 1200 Гц, единице — восемь периодов с частотой 2400 Гц. Каждый байт обрамлялся ведущим нулём и двумя замыкающими единицами, то есть расширялся до 11 знаков; коррекция ошибок не предусматривалась. В результате скорость записи и воспроизведения была ограничена 27 байт/c (300 бод).
Впоследствии скорость записи-воспроизведения была повышена до 600 и 1200 бод. В зависимости от скорости записи на кассету мог поместиться разный объём данных. Для скорости в 2000 бод на одну сторону 90-минутной кассеты могло поместиться до 660 килобайт.
Одним из первых персональных компьютеров, поддерживавшим запись на компакт-кассеты, стал Hewlett Packard HP 9830, появившийся в начале 1970-х годов. Большинство ранних (конец 1970-х — начало 1980-х) домашних компьютеров поддерживало стандарт KCS в качестве альтернативы дорогим дискетам. Даже первая версия IBM PC образца 1981 года имела вывод для подключения кассетного проигрывателя и команды во встроенном IBM BASIC для управления им. Другие компьютеры, как например Commodore, не имели такого интерфейса, для записи использовался специальный магнитофон Commodore Datasette.
Среди игровых консолей второго и третьего поколения, как правило, потребность в сохранении данных пользователей отсутствовала. Отдельные производители выпускали специализированные рекордеры на базе компакт-кассет (например, Famicom Data Recorder от Nintendo), которые использовались для сохранения программ на одном из диалектов BASIC и игровых состояний ограниченного числа игр.
Так как KCS в итоге не получил статуса промышленного стандарта, в качестве формата записи данных на кассеты обычно использовались вариации на базе частотной модуляции со скоростью записи от 500 до 2000 бит/с. На скорости 2000 бит/с на одну сторону 90-минутной кассеты можно было записать до 660 килобайт информации.

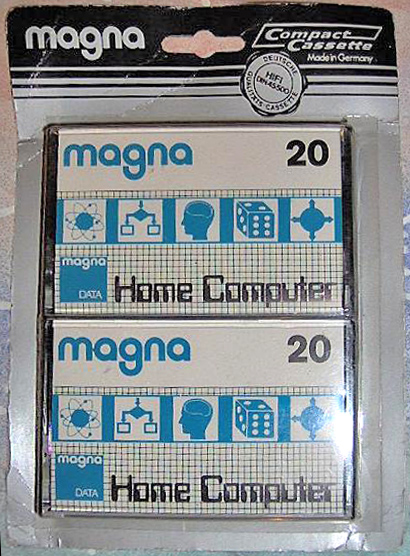
Специализированные кассеты для домашних компьютеров, середина 1980-х

С удешевлением производства дискет компакт-кассеты постепенно вытеснялись в качестве основного средства хранения информации для домашних компьютеров. К середине 1980-х годов в США большинство программ распространялось уже на дискетах, однако в других странах, где распространение домашних компьютеров было велико, использование кассет всё ещё было значительным, например в Великобритании, где был популярен ZX Spectrum. В таких странах формат записи на кассеты был настолько популярен, что некоторые радиостанции распространяли программы для записи на обычные магнитофоны и последующего использования на компьютерах.

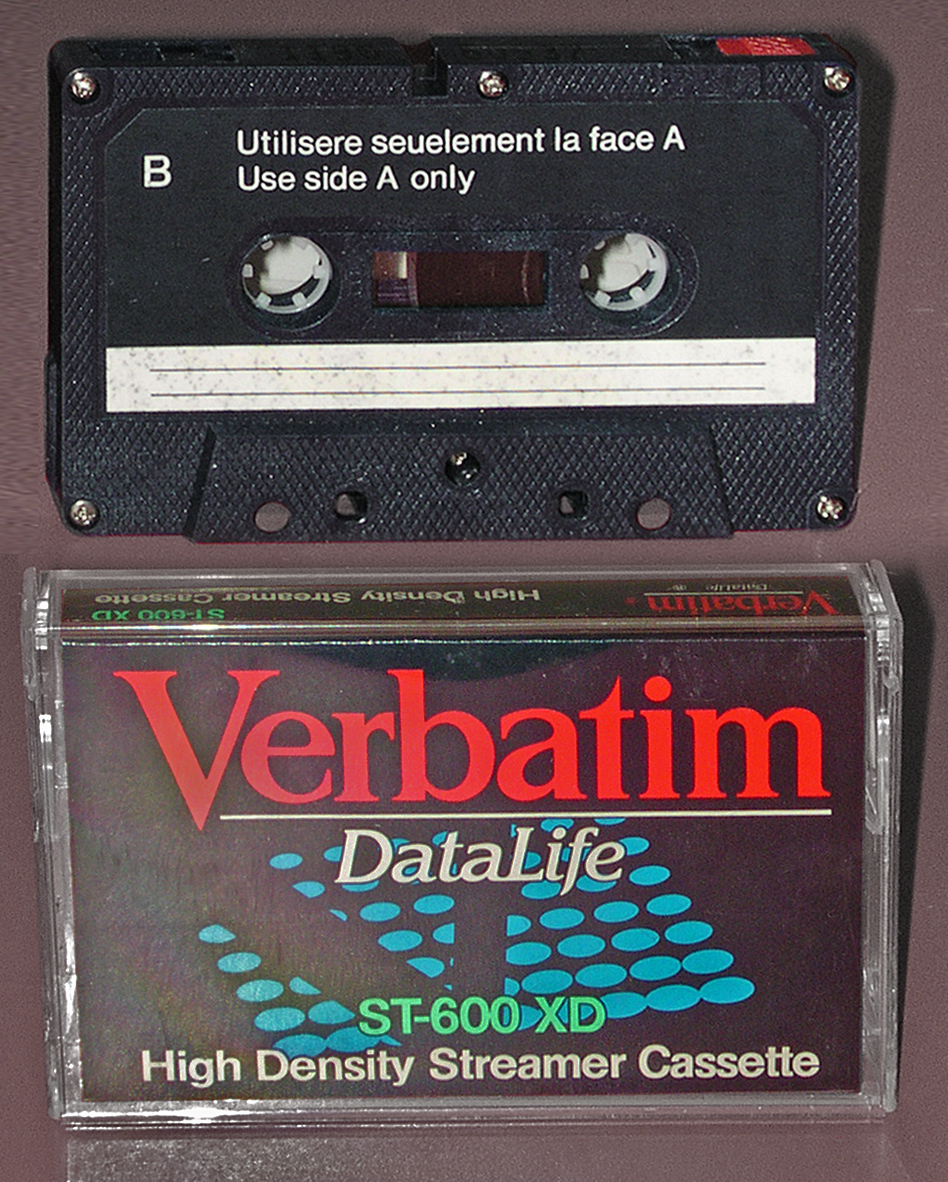
Стримерная кассета для хранения данных

Использование более продвинутых методик модуляции в сочетании с улучшенными полосой пропускания и отношением сигнал/шум в новых лентах позволили значительно увеличить полезный объём (до 60 мегабайт) и скорость записи стандартной кассеты (до 10—17 кбит/с), что привело к появлению специализированного формата стримерных кассет (D/CAS). Этот формат использовался только для записи данных и применялся преимущественно для резервного копирования. Подобные кассеты были односторонними, так как для записи использовалась вся ширина ленты, поэтому контрольная выемка, защищающая кассету от перезаписи, была всего одна или её не было вовсе. Стримерные кассеты могли содержать в себе от 250 килобайт до 600 мегабайт данных. Позднее этот формат эволюционирует в отдельный стандарт стримерных устройств и носителей к ним.